# Bình Nhưỡng
Bình Nhưỡng (tiếng Hàn Quốc: 평양, đã Latinh hoá: P'yŏngyang, US: /ˌpjɒŋˈjæŋ/, UK: /ˌpjʌŋˈjɑːŋ/, tiếng Hàn Quốc: [pʰjʌŋ.jaŋ]) là thủ đô và thành phố lớn nhất của Cộng hòa Dân chủ Nhân dân Triều Tiên, nằm ở hai bên bờ sông Đại Đồng. Theo kết quả điều tra năm 2008, dân số thành phố là 3.255.388 người. Thành phố được tách ra từ tỉnh Pyongan Nam vào năm 1946. Bình Nhưỡng được quản lý như một thành phố trực thuộc trung ương (chikhalsi, trực hạt thị) và tương đương với các tỉnh khác.
Bình Nhưỡng được coi là một trong những thành phố lâu đời nhất trên bán đảo Triều Tiên. Đây là thủ đô của hai vương quốc Triều Tiên cổ, bao gồm Cổ Triều Tiên, Cao Câu Ly và từng là kinh đô thứ cấp của Cao Ly. Phần lớn thành phố bị phá hủy trong chiến tranh Thanh-Nhật, nhưng sau đó đã được khôi phục dưới sự cai trị của Nhật Bản và trở thành một trung tâm sản xuất công nghiệp. Sau khi nhà nước Bắc Triều Tiên được thành lập vào năm 1948, Bình Nhưỡng trở thành thủ đô trên thực tế của chính thể này. Thành phố một lần nữa bị tàn phá trong chiến tranh Triều Tiên, nhưng được xây dựng lại với sự trợ giúp của Liên Xô.
Bình Nhưỡng là trung tâm chính trị, kinh tế, văn hóa của Bắc Triều Tiên. Đây là nơi đặt trụ sở của các tổ chức chính trị, giáo dục, quân sự cùng cơ quan chính phủ lớn của nước này như Đảng Lao động cầm quyền và Đại học Tổng hợp Kim Nhật Thành.

## Tên gọi
Các tên gọi lịch sử khác của thành phố bao gồm Kisong, Hwangsong, Rakrang, Sŏgyong, Sodo, Hogyong, Changan, và Heijo (trong thời Triều Tiên thuộc Nhật). Có một số biến thể. Trong thế kỷ 20, Bình Nhưỡng trở thành "Jerusalem của phương Đông" theo sự so sánh từ các nhà truyền giáo vì nó là thành trì của Kitô giáo, cụ thể là đạo Tin Lành, đặc biệt là trong thời kỳ thành phố Bình Nhưỡng được xây dựng lại năm 1907.
Phiên âm tiếng Nga của thành phố Пхёнья́н được ứng dụng từ tiếng Ba Lan và tiếng Rumani là Phenian. Ở Ba Lan, phát âm /ˈfɛɲ.jan/ là phổ biến hơn so với /pxˈ.jan/ gốc.
Sau khi Kim Nhật Thành qua đời vào năm 1994, một số thành viên của phe Kim Jong-il đề nghị thay đổi tên của Bình Nhưỡng thành "Thành phố Kim Nhật Thành" (Kim Il-sung City, tiếng Hàn: 김일성시; Hanja: 金日成市), nhưng những người khác cho rằng Triều Tiên nên bắt đầu gọi Seoul (thủ đô của Hàn Quốc) là "thành phố Kim Il-sung" và dùng tên " Thành phố Kim Jong-il " cho Bình Nhưỡng, và cuối cùng không có đề xuất nào được thực hiện.

## Lịch sử

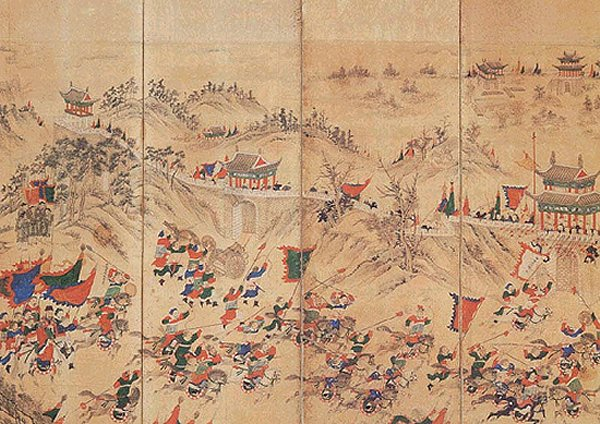
Cuộc tấn công của quân nhà Triều Tiên và nhà Minh của Trung Quốc trong chiến dịch bao vây Bình Nhưỡng (1593)

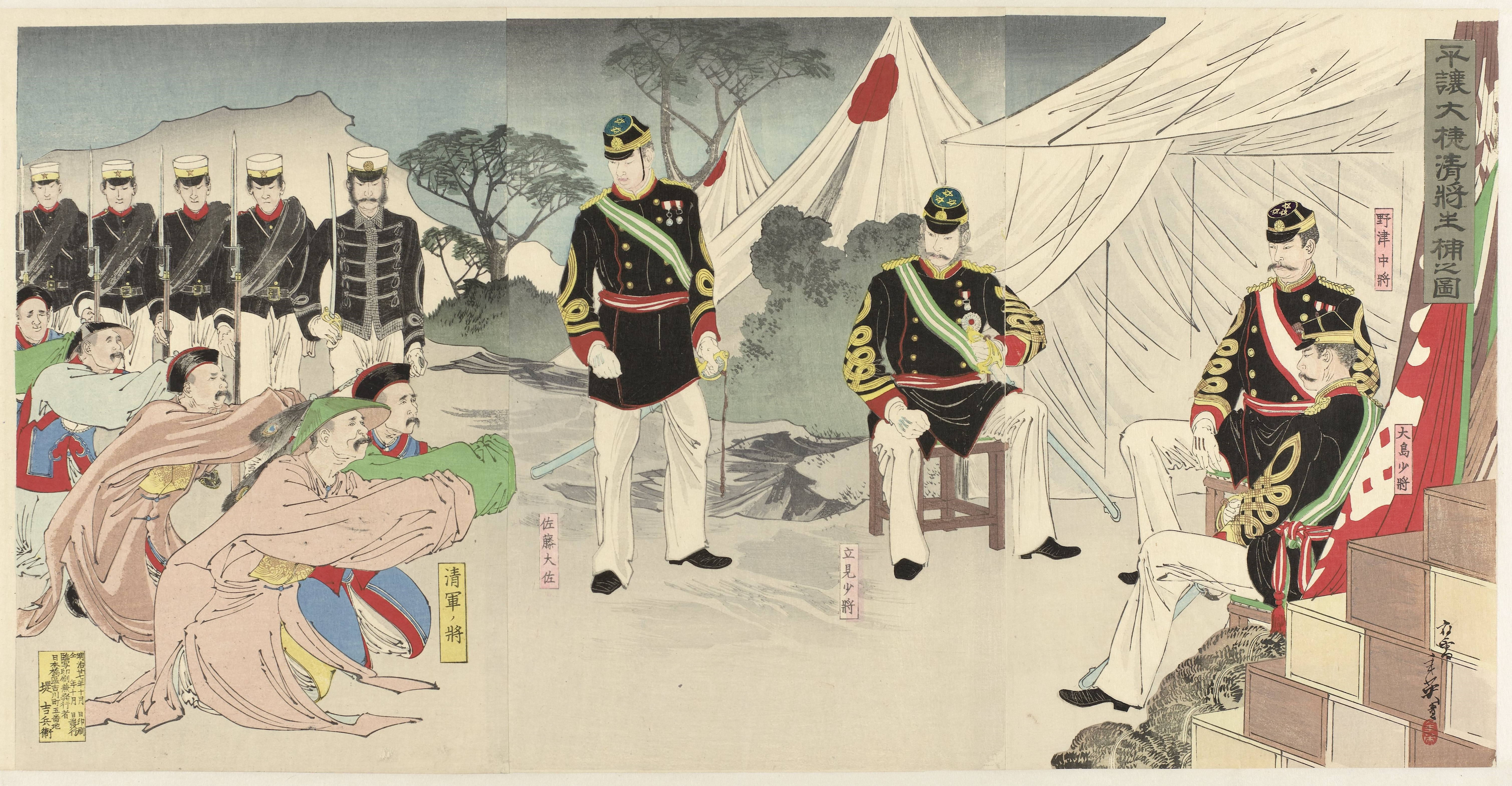
Các tướng lĩnh Trung Quốc ở Bình Nhưỡng đầu hàng tướng lĩnh của Đế quốc Nhật Bản trong Chiến tranh Thanh-Nhật, tháng 10 năm 1894, như được mô tả trong ukiyo-e của Nhật Bản.

Năm 1955, các nhà khảo cổ đã khai quật được những bằng chứng về một ngôi làng cổ đại gọi là Kŭmtan-ni ở khu vực Bình Nhưỡng từ các thời kỳ đồ gốm Trất Văn (Chŭlmun) và Vô Văn (Mumun). Những người Triều Tiên liên hệ Bình Nhưỡng với "A Tư Đạt (Asadal)" (tiếng Hàn: 아사달; Hanja: 阿斯達), hay Vương Kiệm Thành (Wanggŏmsŏng) (tiếng Hàn: 왕검성; Hanja: 王儉城), tức kinh đô đầu tiên (thế kỷ 2 TCN) của vương quốc Cổ Triều Tiên theo các sử sách Triều Tiên, đặc biệt là theo Tam quốc di sự (Samguk Yusa). Nhiều sử gia Hàn Quốc tranh cãi về điều này, vì theo các sử sách Triều Tiên khác thì Asadal nằm quanh Liêu Hà ở phía tây Mãn Châu. Dù sao, Bình Nhưỡng đã là một điểm định cư lớn dưới thời Cổ Triều Tiên.
Những tài liệu thần thoại khẳng định Bình Nhưỡng được thành lập vào năm 1122 trước Công nguyên trên địa điểm thủ đô của vị vua huyền thoại Đàn Quân. Wanggeom-seong, nằm ở vị trí của Bình Nhưỡng ngày nay đã trở thành thủ đô của Cổ Triều Tiên từ 194 đến 108 trước Công nguyên. Do không tìm thấy các vết tích của thời kỳ Tây Hán ở khu vực xung quanh Bình Nhưỡng nên có khả năng khu vực quanh Bình Nhưỡng đã ly khai khỏi vương quốc Cổ Triều Tiên và thuộc về các vương quốc Triều Tiên khác khi Vệ Mãn Triều Tiên (một giai đoạn kéo dài nhất của Cổ Triều Tiên) sụp đổ sau chiến tranh Cổ Triều Tiên-Hán vào năm 108 TCN. Hoàng đế Hán Vũ Đế nhà Hán đã ra lệnh cho bốn bộ được thiết lập, Lạc Lãng ở trung tâm và thủ phủ của nó được thành lập có tên là 樂浪 (Tiếng Trung cổ: * [r] awk * [r] aŋ, Tiếng Trung Quốc chuẩn: bính âm: Lèlàng, tiếng Hàn: 낙랑; Hanja: 樂浪). Một số phát hiện khảo cổ học từ thời kỳ Hậu Đông Hán (25-220) tại khu vực Bình Nhưỡng dường như củng cố quan điểm cho rằng quân Hán về sau đã có những cuộc thâm nhập ngắn vào khu vực quanh Bình Nhưỡng.
Khu vực xung quanh Bình Nhưỡng được gọi là Nanglang (Lạc Lãng) vào giai đoạn sơ khởi của thời Tam Quốc Triều Tiên. Với vai trò là kinh đô của vương quốc Nanglang (tiếng Hàn: 낙랑국; Hanja: 樂浪國), Bình Nhưỡng vẫn giữa được vai trò là một tiền đồn thương mại và văn hóa quan trọng sau khi Lạc Lãng quận bị phá hủy trong cuộc chinh phục của Cao Câu Ly vào năm 313 SCN. Cao Câu Ly đã chuyển kinh đô của mình tới Bình Nhưỡng vào năm 427. Theo Christopher Beckwith, Bình Nhưỡng (Pyongyang) là cách đọc Hán-Triều của từ Piarna, nghĩa là "đất bằng".
Năm 668, Bình Nhưỡng trở thành thủ phủ của An Đông đô hộ phủ do triều đại nhà Đường của Trung Quốc thành lập. Tuy nhiên năm 707, Bình Nhưỡng rơi vào tay Tiểu Cao Câu Ly, sang năm 820 vương quốc Bột Hải thôn tín Tiểu Cao Câu Ly nên Bình Nhưỡng thuộc Bột Hải và Bình Nhưỡng nằm trên vùng biên thùy giữa Tân La và Bột Hải, khu vực vẫn là một tiền đồn thương mại và văn hóa quan trọng, điều này kéo dài cho đến thời Cao Ly. Năm 905 vua Cung Duệ nước Ma Chấn đánh chiếm Bình Nhưỡng từ vương quốc Bột Hải (đời vua Đại Vĩ Hài). Năm 918 Vương Kiến lật đổ vua Cung Duệ lập ra Cao Ly, Bình Nhưỡng thuộc Cao Ly.
Dưới thời Cao Ly, Bình Nhưỡng được gọi là Tây Kinh (tiếng Hàn: 서경; Hanja: 西京; "Sŏgyŏng"), mặc dù nơi này chưa từng là kinh đô của vương quốc. Bình Nhưỡng trở thành đô phủ của Đạo Pyongan (Bình An đạo) dưới thời nhà Triều Tiên. Thành phố từng bị quân đội Nhật Bản chiếm đóng vào năm 1592-1593 trong Chiến tranh Nhật Bản-Triều Tiên nhưng sau đó đã đánh bại được quân địch trong cuộc bao vây Bình Nhưỡng năm 1593.
Bình Nhưỡng từng bị quân Hậu Kim ở Mãn Châu chiếm đóng tạm thời trong năm 1627 trong Cuộc xâm lược Triều Tiên lần thứ hai của Mãn Châu. Trong khi các cuộc xâm lược khiến người Triều Tiên nghi ngờ người nước ngoài, ảnh hưởng của Cơ đốc giáo bắt đầu phát triển sau khi đất nước mở cửa cho người nước ngoài vào thế kỷ 16. Bình Nhưỡng trở thành căn cứ của sự bành trướng của Cơ đốc giáo ở Triều Tiên, và đến năm 1880, nó có hơn 100 nhà thờ và nhiều nhà truyền giáo Tin lành hơn bất kỳ thành phố nào ở châu Á.

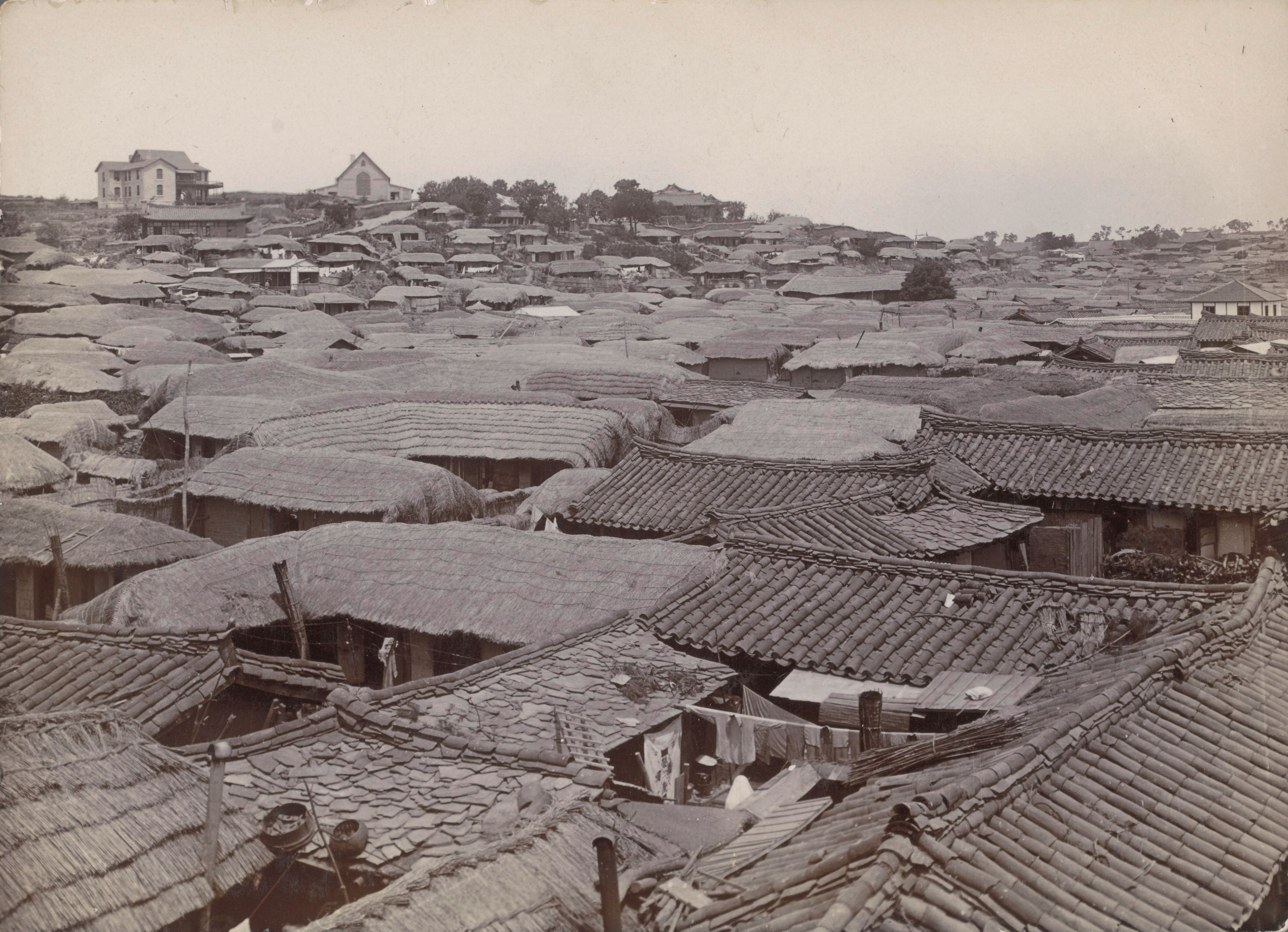
Bình Nhưỡng năm 1907

Năm 1890, thành phố có 40.000 cư dân. Đây là nơi đã diễn ra trận Bình Nhưỡng quan trọng trong chiến tranh Thanh-Nhật, điều này đã dẫn tới hủy diệt và suy giảm đáng kể dân số của thành phố. Sau đó, khi đạo Pyongan được chia thành đạo Pyongan Bắc và Pyongan Nam vào năm 1896, Bình Nhưỡng lại trở thành đô phủ của Pyongan Nam. Cuối thế kỷ 19, tàu buôn "General Sherman" của Hoa Kỳ đã ngược sông Đại Đồng đến Bình Nhưỡng và bị dân quân địa phương đốt cháy. Sau đó, triều đình Triều Tiên đã phải cho mở cửa Bình Nhưỡng và Nampho (Nam Phố), thành phố trở thành trung tâm thương mại và công nghiệp chủ yếu của miền bắc Triều Tiên. Dưới thời Nhật Bản cai trị, thành phố đã trở thành một trung tâm công nghiệp và được gọi với cái tên Heijō (Bình Thành; cùng hán tự 平壤 nhưng đọc là へいじょう) trong tiếng Nhật.
Vào tháng 7 năm 1931, thành phố đã trải qua các cuộc bạo loạn chống Trung Quốc do biến cố Wanpaoshan và các báo cáo truyền thông giật gân về nó xuất hiện trên báo Nhật Bản và Triều Tiên. Năm 1938, dân số Bình Nhưỡng đã đạt 235.000 người.

Bình Nhưỡng những năm 1920s
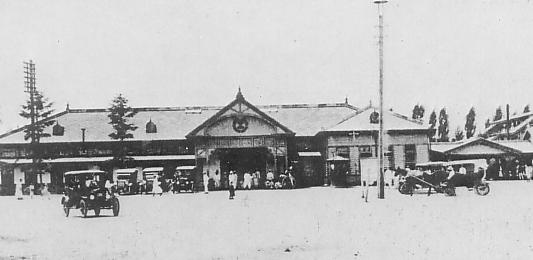
Ga Bình Nhưỡng những năm 1920
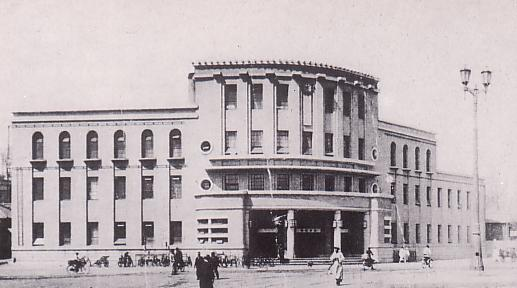
Tòa thị chính (1920s)
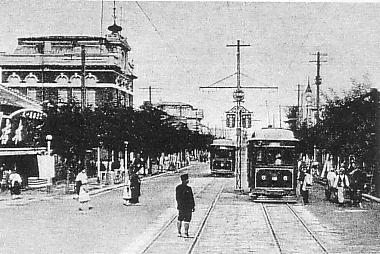
Xe điện (1920s)
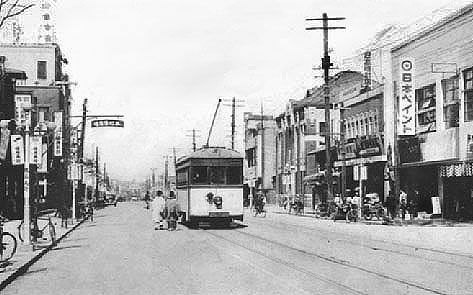
Sŏsŏng-guyŏk (1920s)
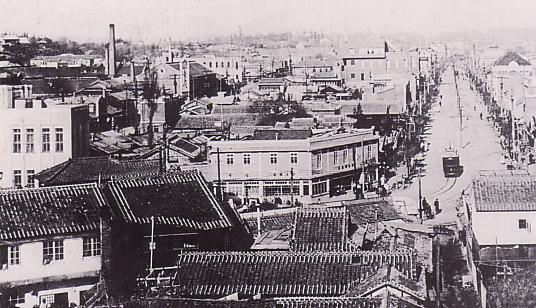
Bình Nhưỡng những năm 1920
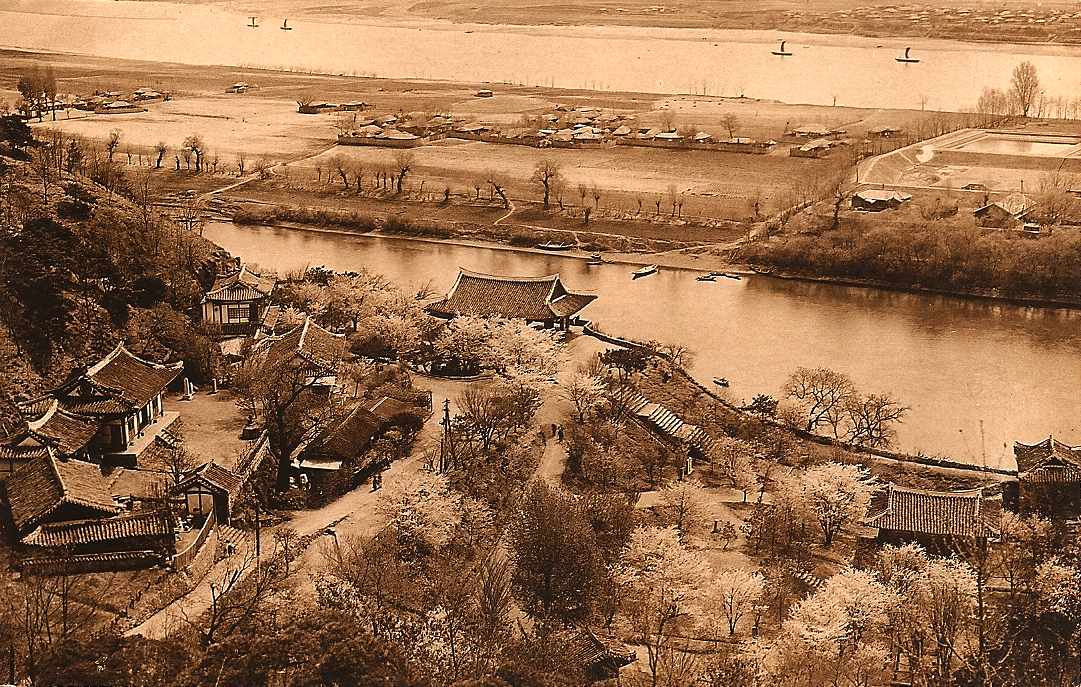
Núi Moran vào mùa xuân (1920s)
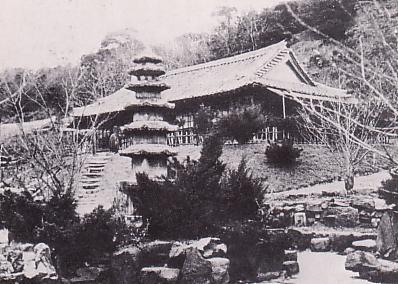
Núi Moran (1920s)

### 1945-nay

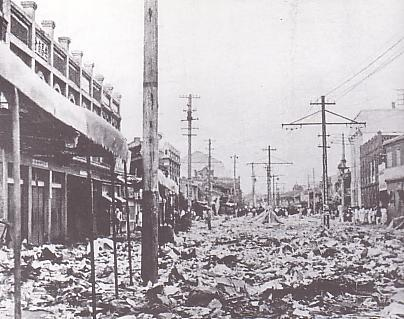
Bình Nhưỡng sau biến cố Wanpaoshan

Năm 1945, tập đoàn quân số 25 của Hồng quân tiến vào Bình Nhưỡng, thành phố trở thành thủ đô lâm thời của Ủy ban Nhân dân Lâm thời Bắc Triều Tiên. Trường Thương mại Bình Nhưỡng nằm bên đồi Mansudae, tòa nhà chính quyền tỉnh Pyongan Nam nằm ở phía sau. Tòa nhà chính quyền tỉnh là một trong các tòa nhà đẹp nhất Bình Nhưỡng. Lực lượng vũ trang Xô viết được giao quản lý tòa nhà để làm trụ sở còn Tòa thị chính được phân cho các quan chức cộng sản Triều Tiên, trong khi trụ sở của đảng Cộng sản được phân về Nha Hải quan. Một Ủy ban Nhân dân đã được thành lập ở đó, do nhà dân tộc Thiên chúa giáo kỳ cựu Cho Man-sik lãnh đạo.
Bình Nhưỡng trở thành thủ đô trên thực tế của Triều Tiên khi được thành lập vào năm 1948. Vào thời điểm đó, chính quyền Bình Nhưỡng nhắm tới việc tái chiếm thủ đô chính thức của Hàn Quốc, Seoul. Bình Nhưỡng lại bị thiệt hại nặng nề trong Chiến tranh Triều Tiên, trong thời gian ngắn bị quân đội Hàn Quốc chiếm đóng từ ngày 19 tháng 10 đến ngày 6 tháng 12 năm 1950. Năm 1952, thành phố trở thành mục tiêu của các cuộc không kích bất ngờ có quy mô lớn nhất trong toàn bộ cuộc chiến, với 1.400 máy bay của Bộ tư lệnh Liên Hợp Quốc.
Trong chiến tranh, các kế hoạch đã được thực hiện để tái thiết thành phố. Ngày 27 tháng 7 năm 1953 - ngày hiệp định đình chiến Liên Triều được ký kết - The Pyongyang Review viết: "Trong khi các đường phố chìm trong biển lửa, một cuộc triển lãm cho thấy kế hoạch chung khôi phục Bình Nhưỡng đã được tổ chức tại Moranbong Underground Theate," nơi trú ẩn không kích của chính phủ bên dười đồi Moranbong. "Trên đường chiến thắng... những chùm pháo hoa bay cao lên bầu trời đêm của thủ đô trong tiếng súng chào cờ đã làm sáng tỏ một cách ngắn gọn kế hoạch xây dựng thành phố sẽ sớm vươn lên với một diện mạo mới".
Sau chiến tranh, thành phố nhanh chóng được xây dựng lại với sự giúp đỡ của Liên Xô, các tòa nhà mới mang phong cách kiến trúc Stalin. Các kế hoạch cho thành phố Bình Nhưỡng hiện đại lần đầu tiên được hiển thị để xem công khai trong một nhà hát. Kim Jung-hee, một trong những thành viên sáng lập của Liên minh Kiến trúc sư Triều Tiên. người đã nghiên cứu kiến trúc ở Nhật Bản trước chiến tranh, được Kim Nhật Thành chỉ định để xây dựng quy hoạch tổng thể thành phố, Viện Kiến trúc Moscow, đã thiết kế "Quy hoạch toàn diện xây dựng và tái thiết thành phố Bình Nhưỡng" vào năm 1951, và chính thức được thông qua vào năm 1953. Việc chuyển đổi thành một thành phố hiện đại, được thiết kế theo phong cách tuyên truyền được gọi là kiến trúc theo phong cách Stalin với sự sắp xếp theo phong cách Triều Tiên (và các kiến trúc hiện đại khác được cho là đã bị ảnh hưởng nhiều bởi kiến trúc sư người Brazil Oscar Niemeyer) bắt đầu. và trong Hiến pháp năm 1972, nó chính thức được tuyên bố là thủ đô.

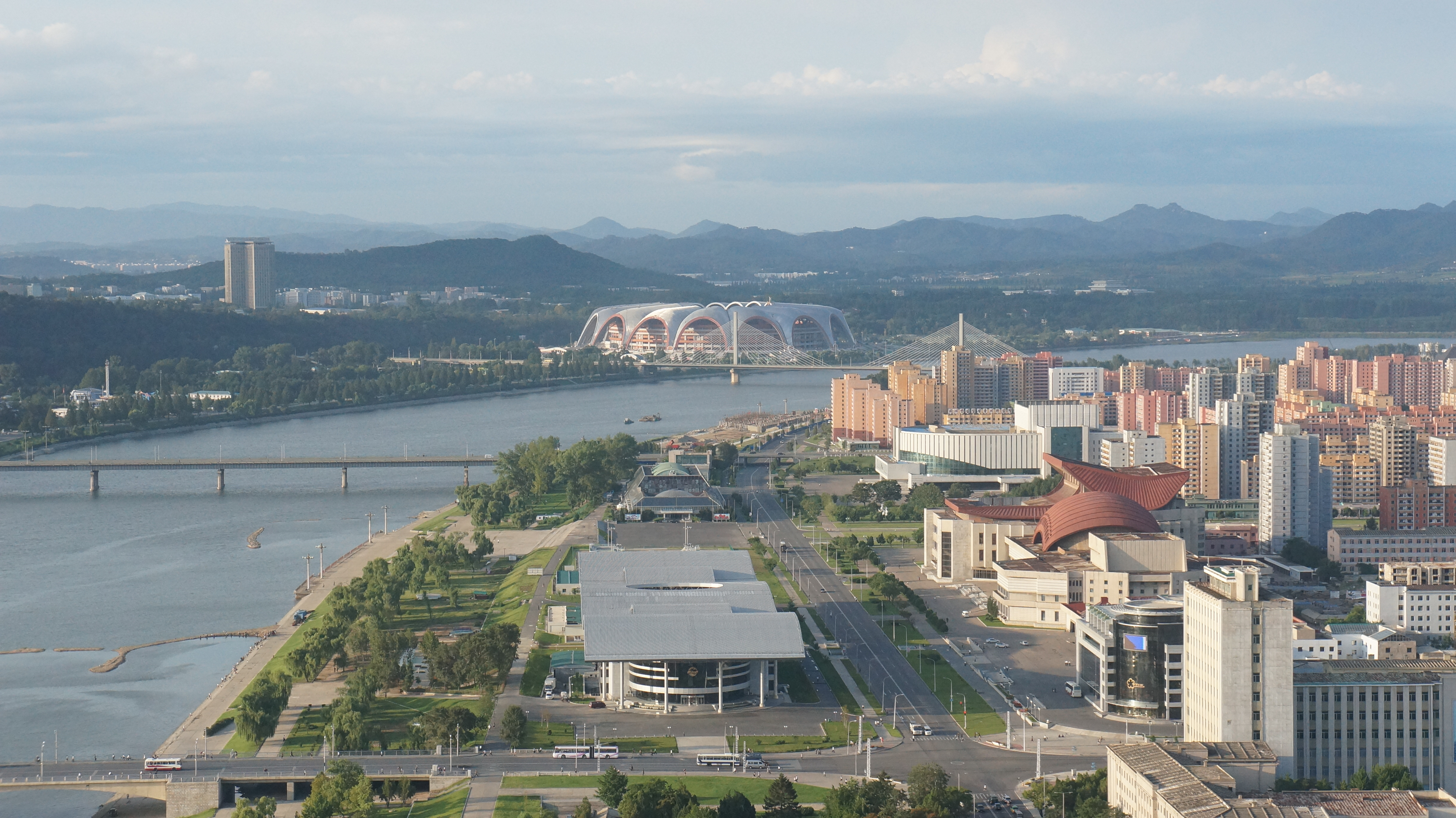
Bình Nhưỡng thời hiện đại

Thành phố Bình Nhưỡng sau khi được xây dựng lại có đặc trưng là các công viên rộng lớn, các đại lộ và các chung cư cao tầng. Bình Nhưỡng trở thành trung tâm chính trị, kinh tế và giao thông của Cộng hòa Dân chủ Nhân dân Triều Tiên. Năm 1962, thành phố có tổng dân số là 653.000 người. Dân số tăng lên 1,3 triệu năm 1978 và lên trên 3 triệu người vào năm 2007.
Năm 2001, chính quyền bắt đầu một chương trình hiện đại hóa dài hạn. Bộ Phát triển Xây dựng Thành phố Thủ đô đã được đưa vào Nội các trong năm đó. Năm 2006, em rể của chủ tịch Kim Jong-il, ông Jang Song-thaek phụ trách bộ này.

## Địa lý
Bình Nhưỡng nằm ở phần tây-trung của CHDCND Triều Tiên; thành phố nằm trên một vùng đồng bằng bằng phẳng cách 50 kilômét (31 mi) về phía đông của vịnh Triều Tiên, một bộ phận của Hoàng Hải. Sông Đại Đồng chảy theo hướng tây nam qua thành phố và đổ vào vịnh Triều Tiên. Phía tây bắc Bình Nhưỡng có các dãy núi thấp và phía đông có một số ngọn đồi nhỏ. Đồng bằng Bình Nhưỡng, nơi có thành phố, là một trong hai đồng bằng lớn ở bờ biển phía Tây của bán đảo Triều Tiên, đồng bằng còn lại là đồng bằng Chaeryong. Cả hai đều có diện tích khoảng 500 km vuông.
Khoảng cách từ Bình Nhưỡng đến khu phi quân sự Triều Tiên khoảng 145 km, xa hơn đến gần 100 km nếu so với quãng đường từ Seoul bên Hàn Quốc đến địa điểm này.
Cấu tạo địa chất Bình Nhưỡng nằm trên địa hệ đá vôi và đá hoa cương của kỷ Jura vào thời kỳ Đại Trung Sinh, Triều Tiên gọi là "hệ Đại Đồng". Thành phần thổ nhưỡng gồm đất cát đỏ hình thành từ phân giải đá vôi. Các loại khoáng sản chủ yếu là than non, bô xít, than bùn, đồng.. Thảm thực vật thuộc vành đai cây lá kim.

### Khí hậu
Bình Nhưỡng có khí hậu lục địa ẩm (Köppen Dwa) với mùa hè ấm áp đến nóng ẩm và mùa đông lạnh, khô. Vào mùa đông, các cơn gió lạnh và khô từ Siberia về khiến cho khí hậu trở nên rất lạnh; nhiệt độ thường xuyên xuống sâu dưới mức 0 °C từ giữa tháng 11 đến đầu tháng 3, mặc dù nhiệt độ trung bình ngày lên trên mức đóng băng vào mọi tháng trừ tháng 1. Thời tiết mùa đông thường khô hơn mùa hè, tuyết rơi trung bình 37 ngày trong năm.
Việc chuyển giao giữa mùa đông lạnh và khô sang mùa hè ấm và ẩm diễn ra khá nhanh vào tháng 4 và đầu tháng 5, và tương tự đối với sự quay trở lại của mùa đông vào tháng 10 và 11. Mùa hè thường nóng và ẩm, với gió mùa Đông Á thổi từ tháng 6 cho đến tháng 8; đây cũng là những tháng nóng nhất trong năm, với nhiệt độ trung bình là từ 21 °C (70 °F) đến 25 °C (77 °F), nhiệt độ vào ban ngày có thể cao đến trên 30 °C (86 °F). Mặc dù phần lớn là các mùa chuyển tiếp, mùa xuân và mùa thu trải qua thời tiết dễ chịu hơn, với nhiệt độ cao trung bình từ 20 đến 26 °C (69 đến 78 °F) trong tháng 5 và 22 đến 27 °C (80 đến 71 °F) trong tháng 9, cùng với bầu trời tương đối trong xanh, đầy nắng.
| Dữ liệu khí hậu của Pyongyang (1971–2000, extremes 1907–2016)                     | Dữ liệu khí hậu của Pyongyang (1971–2000, extremes 1907–2016) | Dữ liệu khí hậu của Pyongyang (1971–2000, extremes 1907–2016) | Dữ liệu khí hậu của Pyongyang (1971–2000, extremes 1907–2016) | Dữ liệu khí hậu của Pyongyang (1971–2000, extremes 1907–2016) | Dữ liệu khí hậu của Pyongyang (1971–2000, extremes 1907–2016) | Dữ liệu khí hậu của Pyongyang (1971–2000, extremes 1907–2016) | Dữ liệu khí hậu của Pyongyang (1971–2000, extremes 1907–2016) | Dữ liệu khí hậu của Pyongyang (1971–2000, extremes 1907–2016) | Dữ liệu khí hậu của Pyongyang (1971–2000, extremes 1907–2016) | Dữ liệu khí hậu của Pyongyang (1971–2000, extremes 1907–2016) | Dữ liệu khí hậu của Pyongyang (1971–2000, extremes 1907–2016) | Dữ liệu khí hậu của Pyongyang (1971–2000, extremes 1907–2016) | Dữ liệu khí hậu của Pyongyang (1971–2000, extremes 1907–2016) |
| Tháng                                                                             | 1                                                             | 2                                                             | 3                                                             | 4                                                             | 5                                                             | 6                                                             | 7                                                             | 8                                                             | 9                                                             | 10                                                            | 11                                                            | 12                                                            | Năm                                                           |
| --------------------------------------------------------------------------------- | ------------------------------------------------------------- | ------------------------------------------------------------- | ------------------------------------------------------------- | ------------------------------------------------------------- | ------------------------------------------------------------- | ------------------------------------------------------------- | ------------------------------------------------------------- | ------------------------------------------------------------- | ------------------------------------------------------------- | ------------------------------------------------------------- | ------------------------------------------------------------- | ------------------------------------------------------------- | ------------------------------------------------------------- |
| Cao kỉ lục °C (°F)                                                                | 11.0 (51.8)                                                   | 15.9 (60.6)                                                   | 22.5 (72.5)                                                   | 29.3 (84.7)                                                   | 35.2 (95.4)                                                   | 37.1 (98.8)                                                   | 37.2 (99.0)                                                   | 36.7 (98.1)                                                   | 34.6 (94.3)                                                   | 28.9 (84.0)                                                   | 23.2 (73.8)                                                   | 14.3 (57.7)                                                   | 37.2 (99.0)                                                   |
| Trung bình ngày tối đa °C (°F)                                                    | −0.8 (30.6)                                                   | 2.4 (36.3)                                                    | 8.9 (48.0)                                                    | 17.1 (62.8)                                                   | 22.6 (72.7)                                                   | 26.7 (80.1)                                                   | 28.6 (83.5)                                                   | 28.9 (84.0)                                                   | 24.7 (76.5)                                                   | 18.2 (64.8)                                                   | 9.4 (48.9)                                                    | 1.7 (35.1)                                                    | 15.7 (60.3)                                                   |
| Trung bình ngày °C (°F)                                                           | −5.8 (21.6)                                                   | −2.7 (27.1)                                                   | 3.6 (38.5)                                                    | 11.0 (51.8)                                                   | 16.8 (62.2)                                                   | 21.6 (70.9)                                                   | 24.7 (76.5)                                                   | 24.7 (76.5)                                                   | 19.5 (67.1)                                                   | 12.5 (54.5)                                                   | 4.6 (40.3)                                                    | −2.8 (27.0)                                                   | 10.7 (51.3)                                                   |
| Tối thiểu trung bình ngày °C (°F)                                                 | −10.7 (12.7)                                                  | −7.8 (18.0)                                                   | −1.8 (28.8)                                                   | 4.9 (40.8)                                                    | 10.9 (51.6)                                                   | 16.5 (61.7)                                                   | 20.7 (69.3)                                                   | 20.5 (68.9)                                                   | 14.3 (57.7)                                                   | 6.7 (44.1)                                                    | −0.3 (31.5)                                                   | −7.2 (19.0)                                                   | 5.6 (42.1)                                                    |
| Thấp kỉ lục °C (°F)                                                               | −28.5 (−19.3)                                                 | −23.4 (−10.1)                                                 | −18.8 (−1.8)                                                  | −4.5 (23.9)                                                   | 1.4 (34.5)                                                    | 7.0 (44.6)                                                    | 12.3 (54.1)                                                   | 12.3 (54.1)                                                   | 2.7 (36.9)                                                    | −6.6 (20.1)                                                   | −19.9 (−3.8)                                                  | −30.2 (−22.4)                                                 | −30.2 (−22.4)                                                 |
| Lượng Giáng thủy trung bình mm (inches)                                           | 12.2 (0.48)                                                   | 11.0 (0.43)                                                   | 24.7 (0.97)                                                   | 49.9 (1.96)                                                   | 72.2 (2.84)                                                   | 90.3 (3.56)                                                   | 275.2 (10.83)                                                 | 212.8 (8.38)                                                  | 100.2 (3.94)                                                  | 39.9 (1.57)                                                   | 34.9 (1.37)                                                   | 16.5 (0.65)                                                   | 939.8 (37.00)                                                 |
| Số ngày giáng thủy trung bình (≥ 0.1 mm)                                          | 5.2                                                           | 4.2                                                           | 5.1                                                           | 6.7                                                           | 8.1                                                           | 8.7                                                           | 14.4                                                          | 11.0                                                          | 7.2                                                           | 6.1                                                           | 7.3                                                           | 5.9                                                           | 89.9                                                          |
| Độ ẩm tương đối trung bình (%)                                                    | 74                                                            | 71                                                            | 66                                                            | 63                                                            | 66                                                            | 70                                                            | 80                                                            | 78                                                            | 74                                                            | 72                                                            | 72                                                            | 73                                                            | 72                                                            |
| Số giờ nắng trung bình tháng                                                      | 184                                                           | 197                                                           | 231                                                           | 237                                                           | 263                                                           | 229                                                           | 181                                                           | 204                                                           | 222                                                           | 214                                                           | 165                                                           | 165                                                           | 2.492                                                         |
| Nguồn 1: World Meteorological Organization                                        |                                                               |                                                               |                                                               |                                                               |                                                               |                                                               |                                                               |                                                               |                                                               |                                                               |                                                               |                                                               |                                                               |
| Nguồn 2: Deutscher Wetterdienst (extremes, humidity 1908–1936, and sun 1961–1990) |                                                               |                                                               |                                                               |                                                               |                                                               |                                                               |                                                               |                                                               |                                                               |                                                               |                                                               |                                                               |                                                               |

## Chính trị

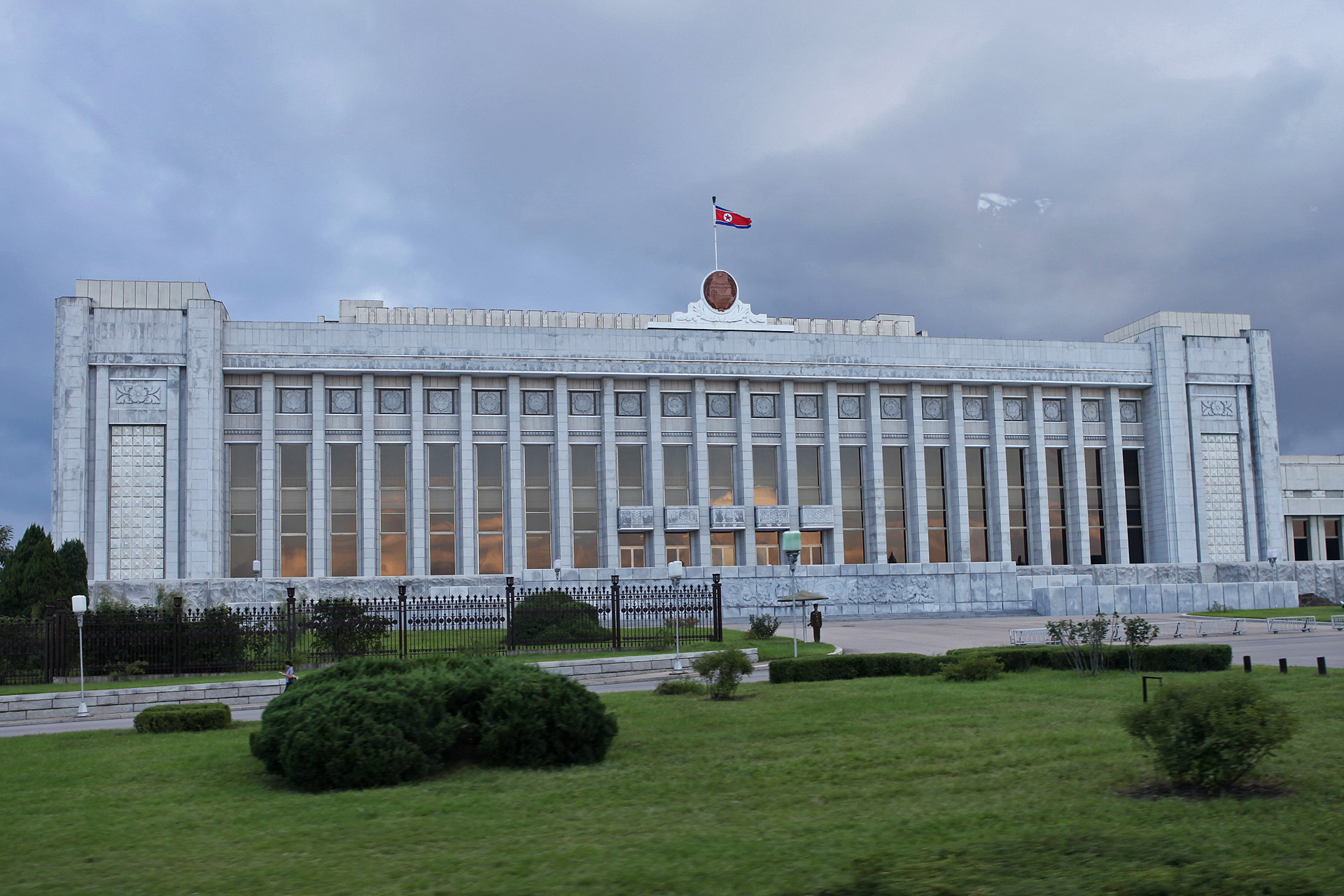
Hội quán Mansudae, trụ sở của Hội đồng Nhân dân Tối cao, Quốc hội CHDCND Triều Tiên

Chính phủ lớn và các cơ quan công quyền khác được đặt tại Bình Nhưỡng, được hiến pháp quy định là thủ đô của đất nước. Trụ sở của Ủy ban Trung ương Đảng Lao động Triều Tiên và Ủy ban Nhân dân Bình Nhưỡng được đặt tại Haebangsan-dong, Chung-guysok. Nội các của Triều Tiên được đặt tại Jongro-dong, Chung-guysok.
Bình Nhưỡng cũng là trụ sở của tất cả các tổ chức an ninh lớn của Triều Tiên. Lớn nhất trong số đó, Bộ An ninh Xã hội, có 130.000 nhân viên làm việc tại 12 văn phòng. Các hoạt động giám sát này bao gồm: dịch vụ cảnh sát, an ninh của các quan chức đảng, tài liệu được phân loại, điều tra dân số, đăng ký dân sự, xây dựng công cộng quy mô lớn, kiểm soát giao thông, an toàn cháy nổ, dân phòng, y tế công cộng và hải quan. Một cấu trúc quan trọng khác có trụ sở tại thành phố là Bộ An ninh Quốc gia, có 30.000 nhân viên quản lý tình báo, hệ thống nhà tù chính trị, an ninh công nghiệp quân sự và quản lý xuất nhập cảnh.
Chính trị và quản lý của thành phố bị chi phối bởi Đảng Lao động Triều Tiên, vì họ ở cấp quốc gia. Thành phố được quản lý bởi Thành ủy Bình Nhưỡng của Đảng Lao động Triều Tiên, với người đứng đầu tổ chức này có vai trò như thị trưởng. Cơ quan nhà nước thường trực tối cao là Ủy ban Nhân dân Bình Nhưỡng, chịu trách nhiệm về các sự kiện hàng ngày của thành phố. Điều này bao gồm việc tuân theo chỉ đạo của Đảng địa phương như được thông qua bởi Thành ủy Bình Nhưỡng, phân phối các nguồn lực được ưu tiên cho Bình Nhưỡng và cung cấp hỗ trợ cho đảng, nhân viên cơ quan an ninh nội bộ và gia đình.

## Hành chính

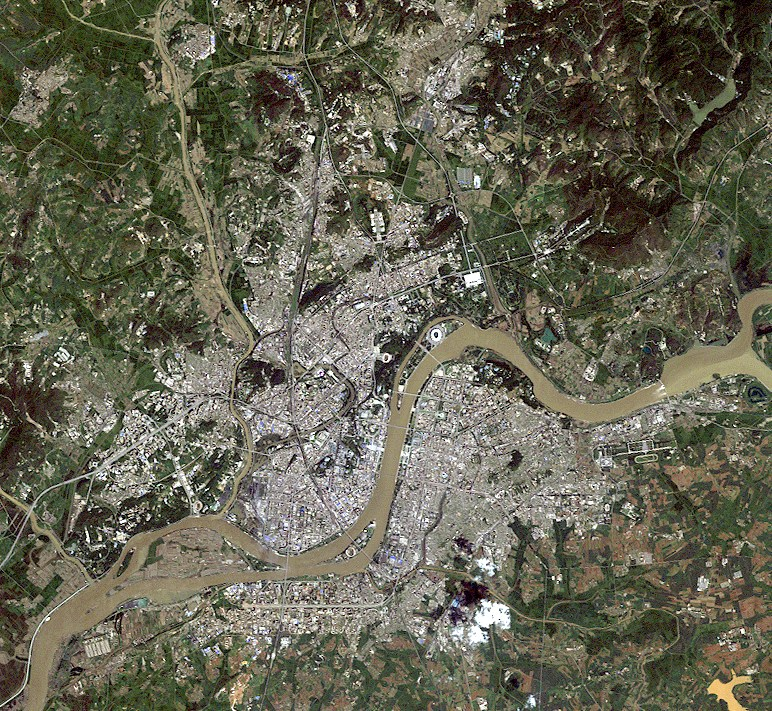
Bình Nhưỡng nhìn từ vệ tinh vào năm 2007

Bình Nhưỡng được chia thành 18 khu vực (guyŏk) và 1 huyện (kun hay gun).
| - Chung-guyok (중구역; 中區域; Trung khu vực) - Pyongchon-guyok (평천구역; 平川區域; Bình Xuyên khu vực) - Potonggang-guyok (보통강구역; 普通江區域; Phổ Thông Giang khu vực) - Moranbong-guyok (모란봉구역; 牡丹峰區域; Mẫu Đơn Phong khu vực) - Sosong-guyok (서성구역; 西城區域; Tây Thành khu vực) - Songyo-guyok (선교구역; 船橋區域; Thuyền Kiều khu vực) - Tongdaewon-guyok (동대원구역; 東大院區域; Đông Đại Viện khu vực) - Taedonggang-guyok (대동강구역; 大同江區域; Đại Đồng Giang khu vực) - Sadong-guyok (사동구역; 寺洞區域; Tự Động khu vực) - Taesong-guyok (대성구역; 大城區域; Đại Thành khu vực) | - Mangyongdae-guyok (만경대구역; 萬景台區域; Vạn Cảnh Đài khu vực) - Hyongjesan-guyok (형제산구역; 兄弟山區域; Huynh Đệ Sơn khu vực) - Ryongsong-guyok (룡성구역; 龍城區域; Long Thành khu vực) - Samsok-guyok (삼석구역; 三石區域; Tam Thạch khu vực) - Ryokpo-guyok (력포구역; 力浦區域; Lực Phố khu vực) - Nakrang-guyok (락랑구역; 樂浪區域; Nhạc/Lạc Lãng khu vực) - Sunan-guyok (순안구역; 順安區域; Thuận An khu vực) - Unjong-guyok (은정구역; 恩情區域; Ân Tình khu vực) - Kangdong-gun (강동군; 江東郡; Giang Đông quận) - Quận Kangnam (군; 郡) |

Truyền thông nước ngoài năm 2010 đưa tin rằng Kangnam, Chunghwa, Sangwon, và Sŭngho-guyŏk đã được chuyển từ Bình Nhưỡng sang tỉnh Hwanghae Bắc. Tuy nhiên, Kangnam-gun đã được đưa trở lại Bình Nhưỡng vào năm 2011.

## Cảnh quan thành phố

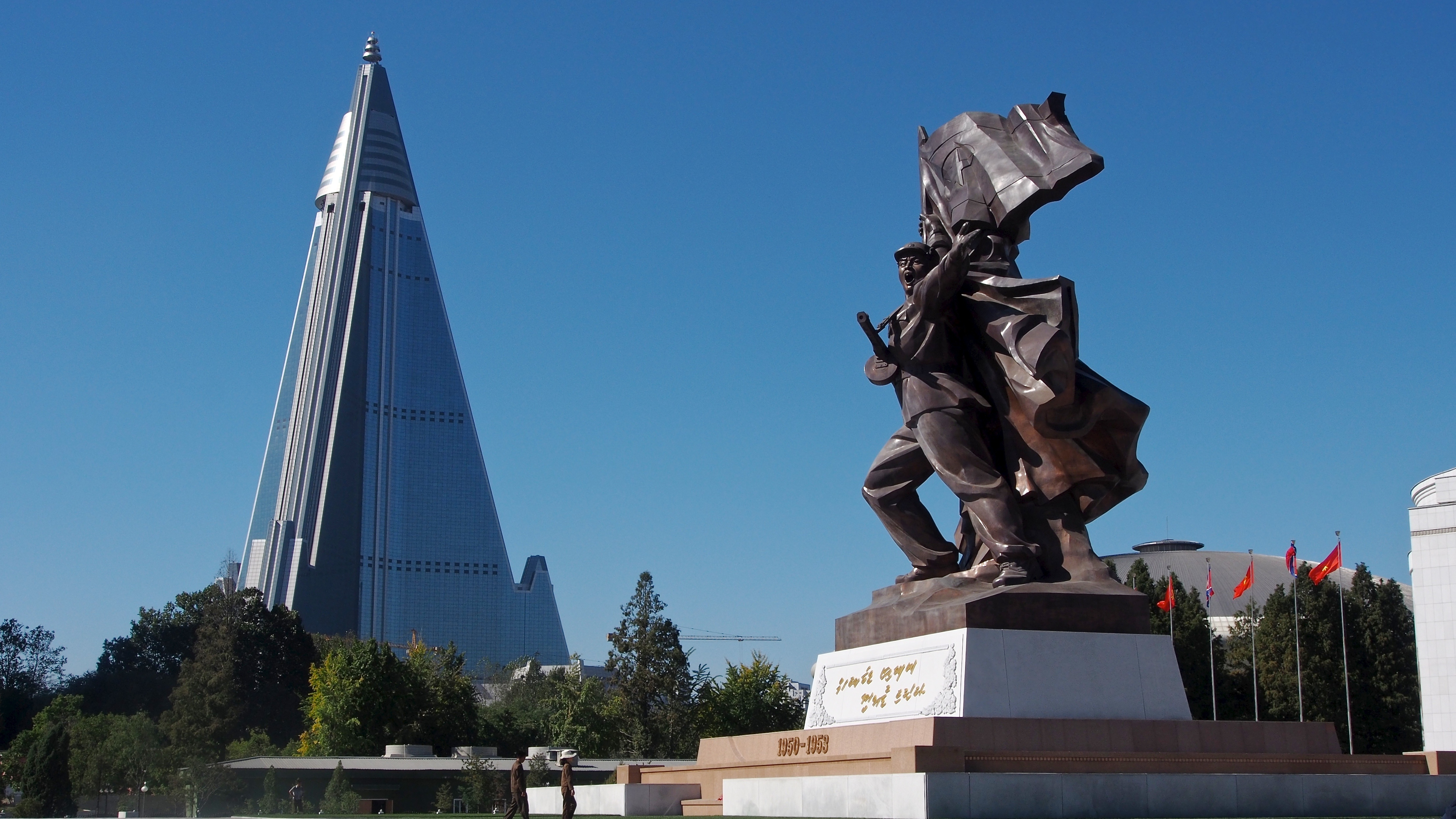
Khách sạn Ryugyong và một phần của Đài tưởng niệm Chiến thắng Mặt trận giải phóng Tổ quốc

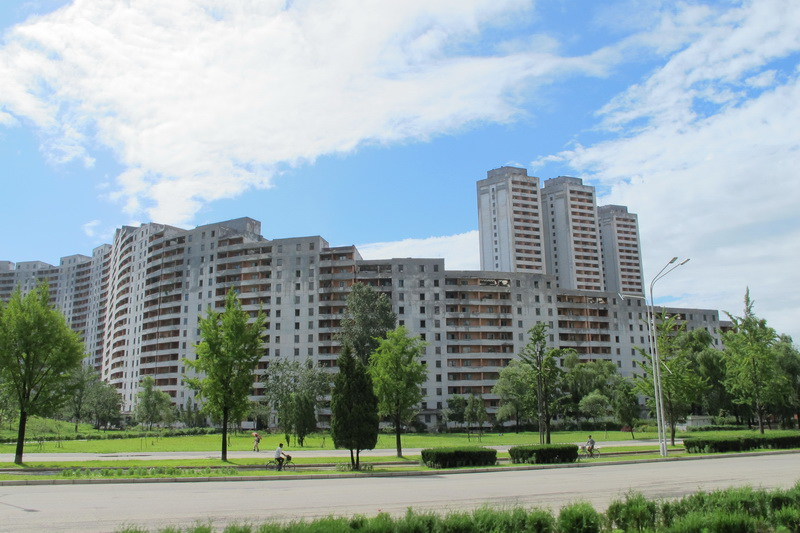
Cao ốc căn hộ với mảng xanh

Bình Nhưỡng đã bị phá hủy đáng kể trong chiến tranh Triều Tiên và đã được xây dựng lại hoàn toàn theo một thiết kế phản ánh tầm nhìn của Kim Il-sung. Ước mơ của ông là tạo ra một thủ đô có thể làm tăng tinh thần trong những năm sau chiến tranh. Kết quả là một thành phố với những đại lộ rộng lớn và các tòa nhà công cộng với cảnh quan thiên nhiên, tranh khảm và trần nhà được trang trí. Kiến trúc kiểu Nga của nó gợi nhớ lại những thành phố ở Siberia trong mùa đông tuyết rơi, mặc dù các công trình xây dựng kiểu truyền thống Triều Tiên làm dịu lại nhận thức này. Vào mùa hè, cảnh quan đáng chú ý là các con sông, cây liễu, hoa và công viên.
Các đường phố được bố trí theo hướng bắc-nam, phía đông-tây, khiến thành phố được quy hoạch có trật tự. Các nhà quy hoạch Triều Tiên áp dụng kinh nghiệm của Thụy Điển về các khu dân cư tự cung tự cấp trên khắp cả nước, và Bình Nhưỡng cũng không phải là ngoại lệ. Dân cư chủ yếu chia thành các đơn vị hành chính từ 5.000 đến 6.000 người (dong). Các đơn vị này đều có các tiện ích như nhau như cửa hàng thực phẩm, cửa hàng cắt tóc, thợ may, nhà tắm công cộng, bưu điện, phòng khám, thư viện và những nơi khác. Nhiều người dân sống trong các tòa nhà cao tầng. Các nhà cầm quyền duy trì một chế độ hạn chế di chuyển vào thành phố, làm cho Bình Nhưỡng trở nên khác hẳn so với sự sôi động náo nhiệt điển hình của các đô thị khu vực Đông Á vì đặc điểm của thành phố là yên lặng, không chật hẹp và rộng rãi.
Các kiểu kiến trúc ở Bình Nhưỡng được chia thành ba loại chính: tượng đài, tòa nhà với mô hình kiểu Triều Tiên truyền thống và nhà cao tầng. Một số địa danh nổi tiếng nhất của Triều Tiên là tượng đài, như tháp Juche, Khải Hoàn Môn và Đài tưởng niệm Mansu Hill Grand. Đầu tiên trong số đó là một tháp đá granit cao 170 mét tượng trưng cho hệ tư tưởng Juche. Nó đã được hoàn thành vào năm 1982 và bao gồm 25.550 khối đá granit, một khối tương tương mỗi một ngày trong cuộc đời của Kim Il-sung cho đến thời điểm đó. Tòa nhà nổi bật nhất trên đường chân trời của Bình Nhưỡng là khách sạn Ryugyong, tòa nhà cao thứ bảy trên thế giới về số tầng, tòa nhà không có người ở cao nhất thế giới, và là một trong những khách sạn cao nhất trên thế giới. Nó vẫn chưa được khai trương tính đến thời điểm hiện tại.
Bình Nhưỡng có đường chân trời phát triển nhanh chóng, chủ yếu là các tòa nhà chung cư cao tầng. Một sự bùng nổ xây dựng bắt đầu với Khu phức hợp Căn hộ Đường Changjon (Changjon Street Apartment Complex), được hoàn thành năm 2012. Việc xây dựng khu phức hợp bắt đầu sau khi cố lãnh đạo Kim Jong-il mô tả Đường Changjon là "đáng thương". Các khu phức hợp nhà ở khác cũng đang được nâng cấp, nhưng hầu hết vẫn được cách nhiệt kém, thiếu thang máy và hệ thống sưởi trung tâm. Một chương trình đổi mới đô thị được tiếp tục dưới thời nhà lãnh đạo Kim Jong-un với các căn hộ cũ của những năm 1970 và 80 được thay thế bằng các tòa nhà cao tầng hơn và các công viên giải trí như Công viên Thanh niên Kaesong, cũng như cải tạo các tòa nhà cũ. Năm 2018, thành phố được mô tả là khó nhận biết so với 5 năm trước.

## Kinh tế

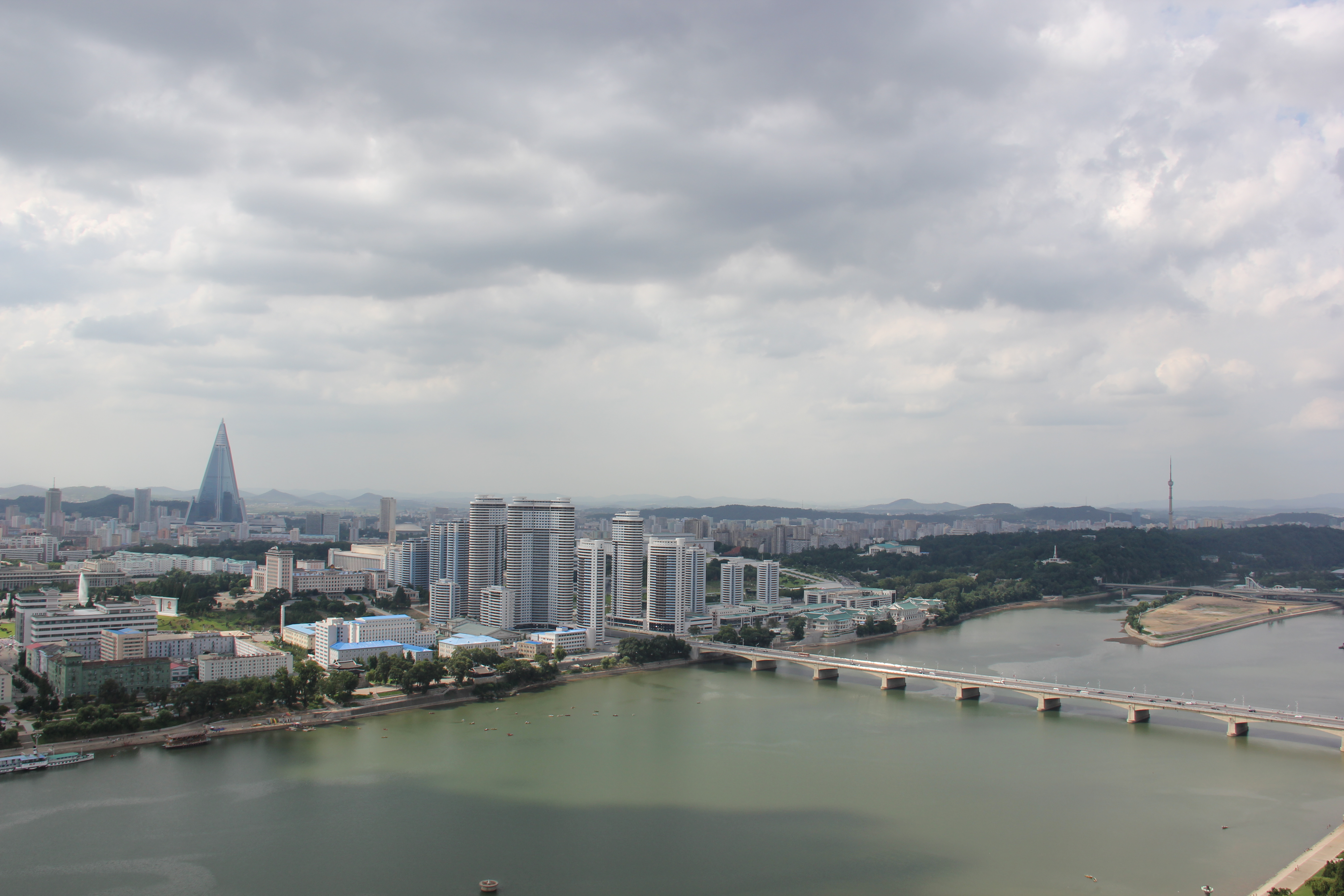
Khu trung tâm Bình Nhưỡng với tổ hợp cao ốc Changjon. Cầu Okryu và khách sạn Ryugyong nằm ở phía sau

Bình Nhưỡng là trung tâm công nghiệp của Bắc triều Tiên. Nhờ vào sự phong phú của các nguồn tài nguyên thiên nhiên như than, sắt và đá vôi, cũng như hệ thống giao thông đường bộ và đường thủy tốt, đây là thành phố công nghiệp đầu tiên xuất hiện ở Triều Tiên sau Chiến tranh Triều Tiên. Công nghiệp nhẹ và công nghiệp nặng đều có mặt và phát triển song song. Các ngành sản xuất nặng bao gồm xi măng, gốm sứ công nghiệp, đạn dược và vũ khí, nhưng kỹ thuật cơ khí vẫn là ngành công nghiệp cốt lõi. Các ngành công nghiệp nhẹ ở Bình Nhưỡng và vùng phụ cận bao gồm dệt may, giày dép và thực phẩm, cùng những ngành khác. Đặc biệt chú trọng đến việc sản xuất và cung cấp sản phẩm tươi sống và các loại cây trồng phụ trong các trang trại ở ngoại ô thành phố. Các loại cây trồng khác bao gồm gạo, ngô và đậu tương. Bình Nhưỡng đặt mục tiêu đạt được khả năng tự cung tự cấp trong ngành sản xuất thịt. Các cơ sở nuôi lợn, gà và các gia súc khác được phân bố ở mật độ cao.
Vào đầu thập niên 1990, kinh tế thủ đô đã bị ảnh hưởng nặng nề sau khi bị mất các bạn hàng truyền thống do sự sụp đổ của Liên Xô và các nước Đông Âu. Sản lượng công nghiệp của thành phố đã từng suy giảm ở mức 5% mỗi năm cho đến tận năm 2000. Theo một số ước tính của phương Tây, có một nửa số nhà máy đã bị đóng cửa, một số nguồn còn đưa ra con số 90%. Nền kinh tế Bình Nhưỡng hiện được cho là ở trong tình trạng tự cung tự cấp.
Thành phố vẫn thường xuyên xảy ra tình trạng thiếu điện. Để giải quyết vấn đề này, hai nhà máy điện – Huichon Power Stations 1 và 2 – được xây dựng ở tỉnh Chagang và cung cấp cho thành phố thông qua đường truyền trực tiếp. Giai đoạn thứ hai của dự án mở rộng điện đã được đưa ra vào tháng 1 năm 2013, bao gồm một loạt các con đập nhỏ dọc theo sông Chongchon. Hai nhà máy điện đầu tiên có công suất phát điện tối đa là 300 megawatt (MW), trong khi 10 đập được xây dựng trong giai đoạn thứ hai dự kiến sẽ sản xuất khoảng 120 MW. Ngoài ra, thành phố có một số nhà máy nhiệt điện hiện tại hoặc quy hoạch. Chúng bao gồm Pyongyang TPS với công suất 500 MW, Đông Pyongyang TPS công suất 50 MW và Kangdong TPS đang được xây dựng.
Nguồn điện cung cấp cho Bình Nhưỡng chủ yếu đến từ các nhà máy thủy điện, nhiệt điện và các lò phản ứng plutonium. Kể từ khi các nhà máy này hoạt động gián đoạn thì nguồn điện dược cung cấp theo số lượng cố định. Kết quả là thủ đô hầu như chìm trong bóng tối vào ban đêm. Các địa điểm quan trọng như khu ngoại giao đoàn, các tòa nhà chính quyền, khách sạn cho người nước ngoài, các doanh trại quân đội Nhân dân Triều Tiên và hệ thống chiếu sáng tại các đài tưởng niệm chủ tịch Kim Nhật Thành có nguồn cung cấp điện riêng. Thành phố Bình Nhưỡng có các đường ống ngầm để sưởi ấm đến từng căn hộ, từng tòa nhà, tuy nhiên, một lượng nhiệt đáng kể bị tiêu hao dọc chiều dài đường ống.

### Hệ thống bán lẻ

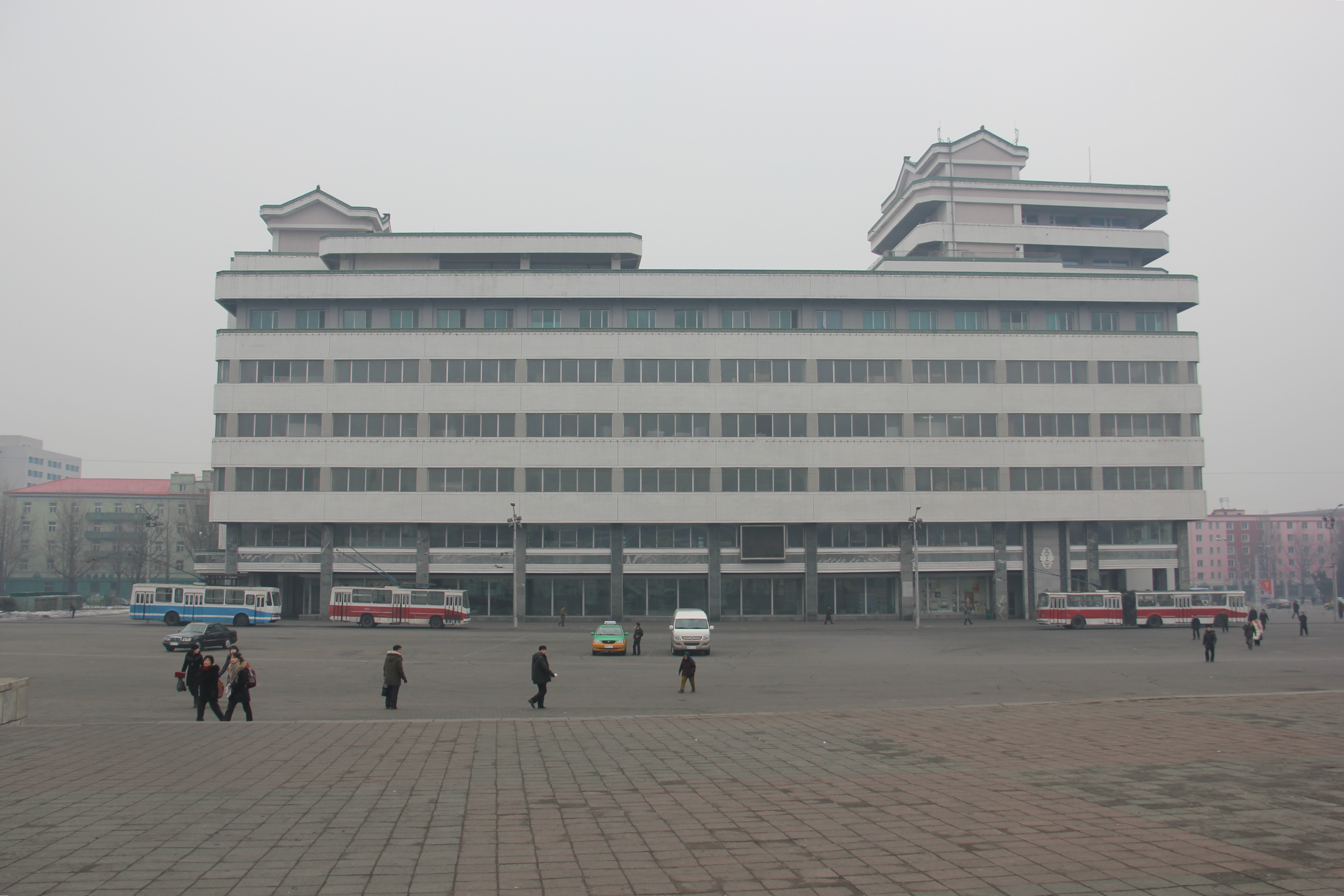
Cửa hàng bách hóa Pyongyang số 1

Pyongyang là nơi có một số cửa hàng bách hóa lớn bao gồm cửa hàng bách hóa Pothonggang, cửa hàng bách hóa Pyongyang số 1, cửa hàng bách hóa Pyongyang số 2, cửa hàng bách hóa Kwangbok, cửa hàng bách hóa Ragwon, cửa hàng bách hóa Pyongyang và cửa hàng bách hóa trẻ em Bình Nhưỡng.
Thành phố cũng có cửa hàng Hwanggumbol, một chuỗi cửa hàng tiện lợi do nhà nước cung cấp, cung cấp hàng hóa với giá rẻ hơn so với các cửa hàng ở các khu jangmadang. Hwanggumbol được thiết kế đặc biệt để kiểm soát thị trường mở rộng của Triều Tiên bằng cách thu hút người tiêu dùng và đảm bảo việc lưu thông tiền trong các cửa hàng do chính phủ điều hành.

### Giao thông

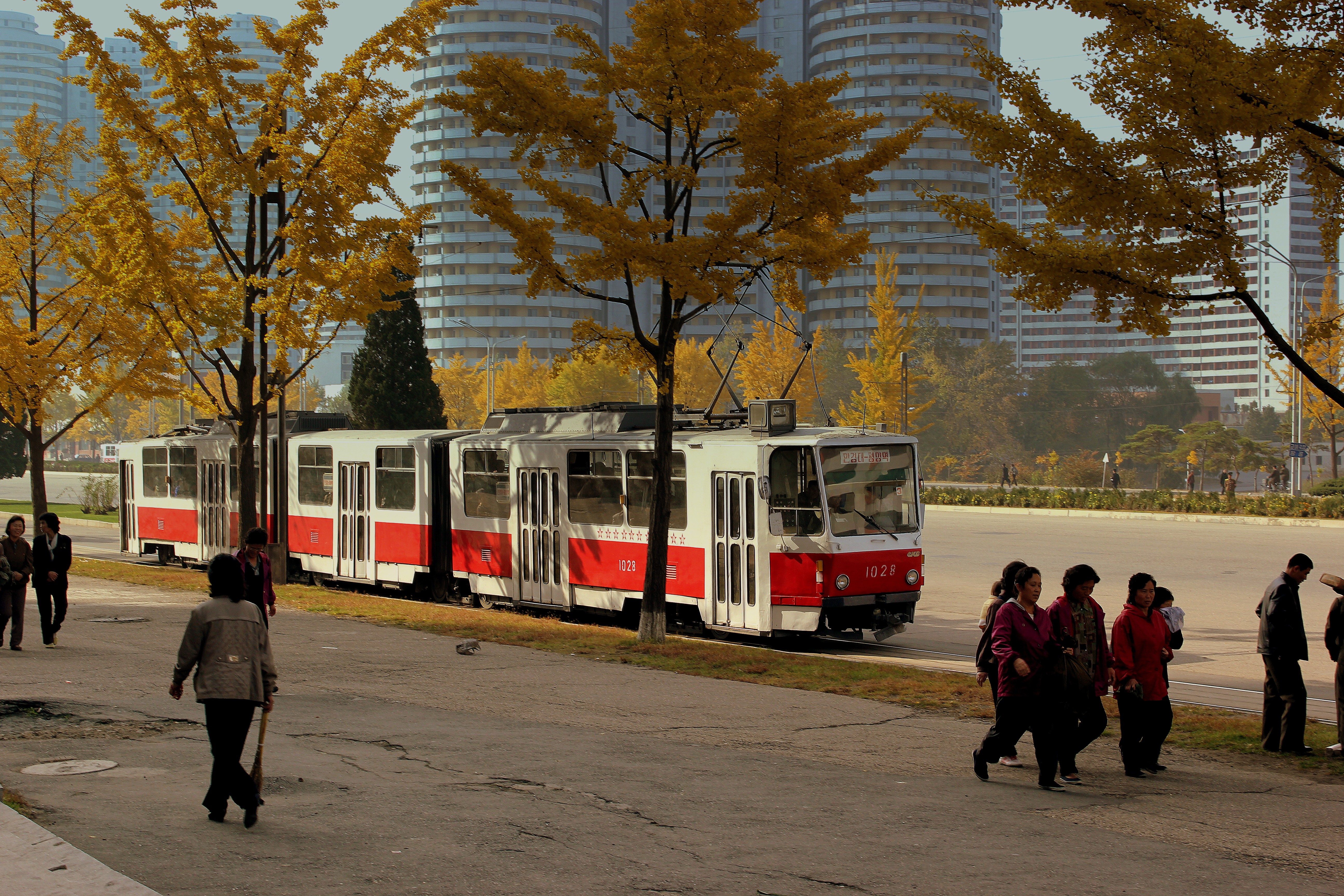
Xe điện Tatra KT8D5K

Bình Nhưỡng cũng là trung tâm giao thông chính của đất nước: có mạng lưới đường bộ, đường sắt và đường hàng không kết nối với cả các điểm đến trong và ngoài nước. Đây là điểm khởi đầu của các xa lộ liên vùng đến Nampo, Wonsan và Kaesong. Ga đường sắt Pyongyang phục vụ các tuyến đường sắt chính, bao gồm tuyến Pyongui và tuyến Pyongbu. Dịch vụ đường sắt quốc tế thường xuyên đến Bắc Kinh, thành phố gần biên giới Trung-Triều Đan Đông và Moskva cũng có sẵn.

Một chuyến đi bằng đường sắt đến Bắc Kinh mất khoảng 25 giờ 25 phút (K27 từ Bắc Kinh/K28 từ Bình Nhưỡng, vào các ngày thứ Hai, thứ Tư, thứ Năm và thứ Bảy); một cuộc hành trình đến Đan Đông mất khoảng 6 giờ (hàng ngày); một chuyến đi đến Moskva mất sáu ngày. Thành phố cũng kết nối với Cầu Eurasian qua Đường sắt xuyên Sibir. Một tuyến đường sắt cao tốc đến Wonsan được lên kế hoạch.

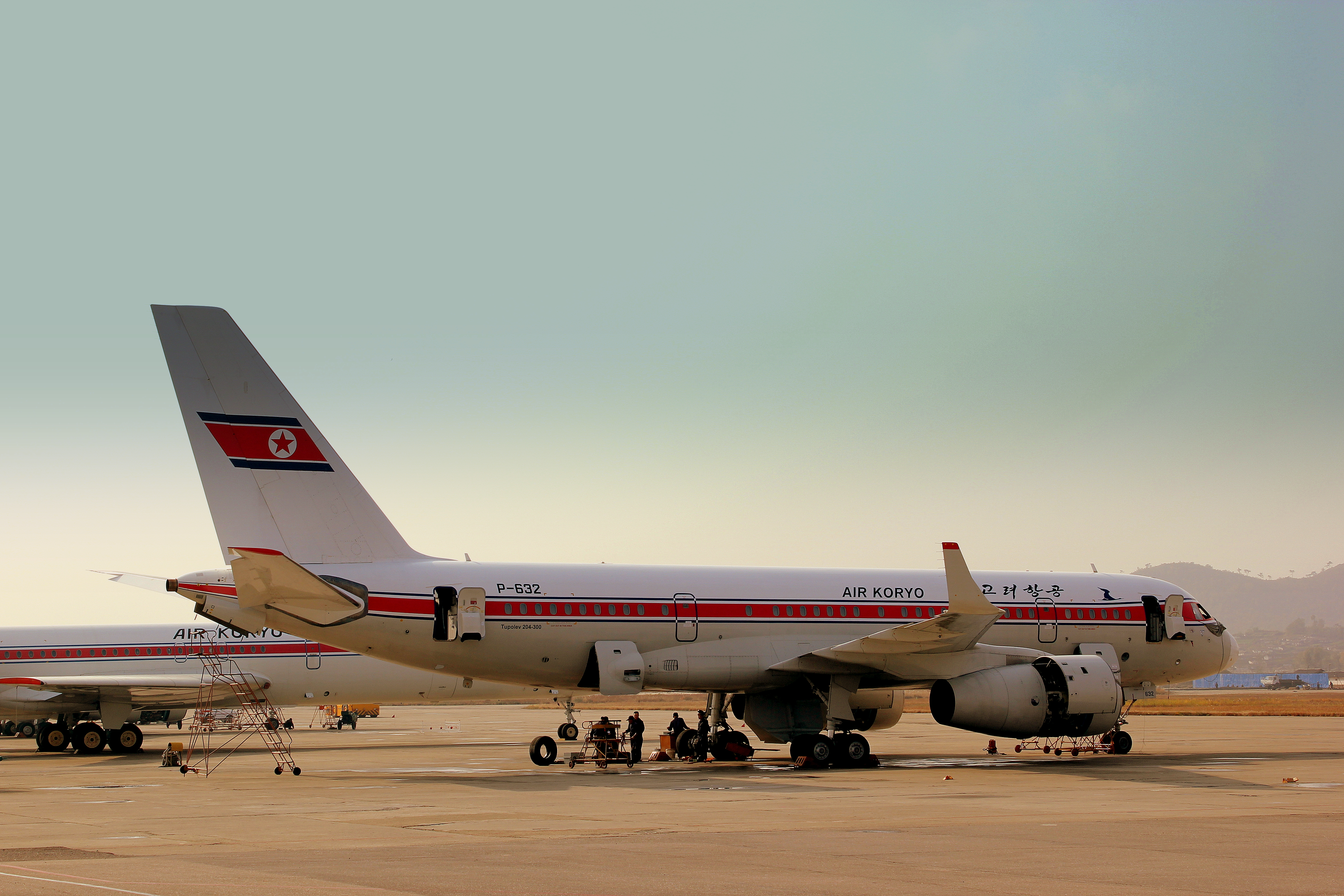
Tupolev Tu-204 của hãng Air Koryo ở sân bay quốc tế Sunan.

Các hệ thống Metro, xe điện và xe buýt được sử dụng chủ yếu bởi những người đi làm như một phương tiện giao thông đô thị chính. Làn đường dành cho xe đạp được giới thiệu trên các tuyến đường chính vào tháng 7 năm 2015. Có rất ít ô tô trong thành phố. Số lượng ô tô ở Bình Nhưỡng là một hình ảnh tiêu biểu phản ánh hiện trạng của Triều Tiên do chính sách hạn chế nhập khẩu vì các lệnh trừng phạt cấm vận của quốc tế và các quy định chung trong nước. Một số con đường cũng được báo cáo là trong tình trạng xuống cấp. Tuy nhiên, đến năm 2018, Bình Nhưỡng đã bắt đầu xảy ra tình trạng tắc đường.
Hãng hàng không nhà nước Air Koryo đã lên lịch các chuyến bay quốc tế từ Sân bay quốc tế Sunan đến Bắc Kinh (PEK), Thẩm Dương (SHE), Vladivostok (VVO), Thượng Hải (PVG) và Đan Đông. Các điểm đến nội địa là Hamhung, Wonsan, Chongjin, Hyesan và Samjiyon. Kể từ ngày 31 tháng 3 năm 2008, Air China đã ra mắt một dịch vụ phục vụ hàng không thường xuyên giữa Bắc Kinh và Pyongyang, mặc dù các chuyến bay của Air China đến Bình Nhưỡng thường bị hủy do thiếu hành khách.

## Các địa danh

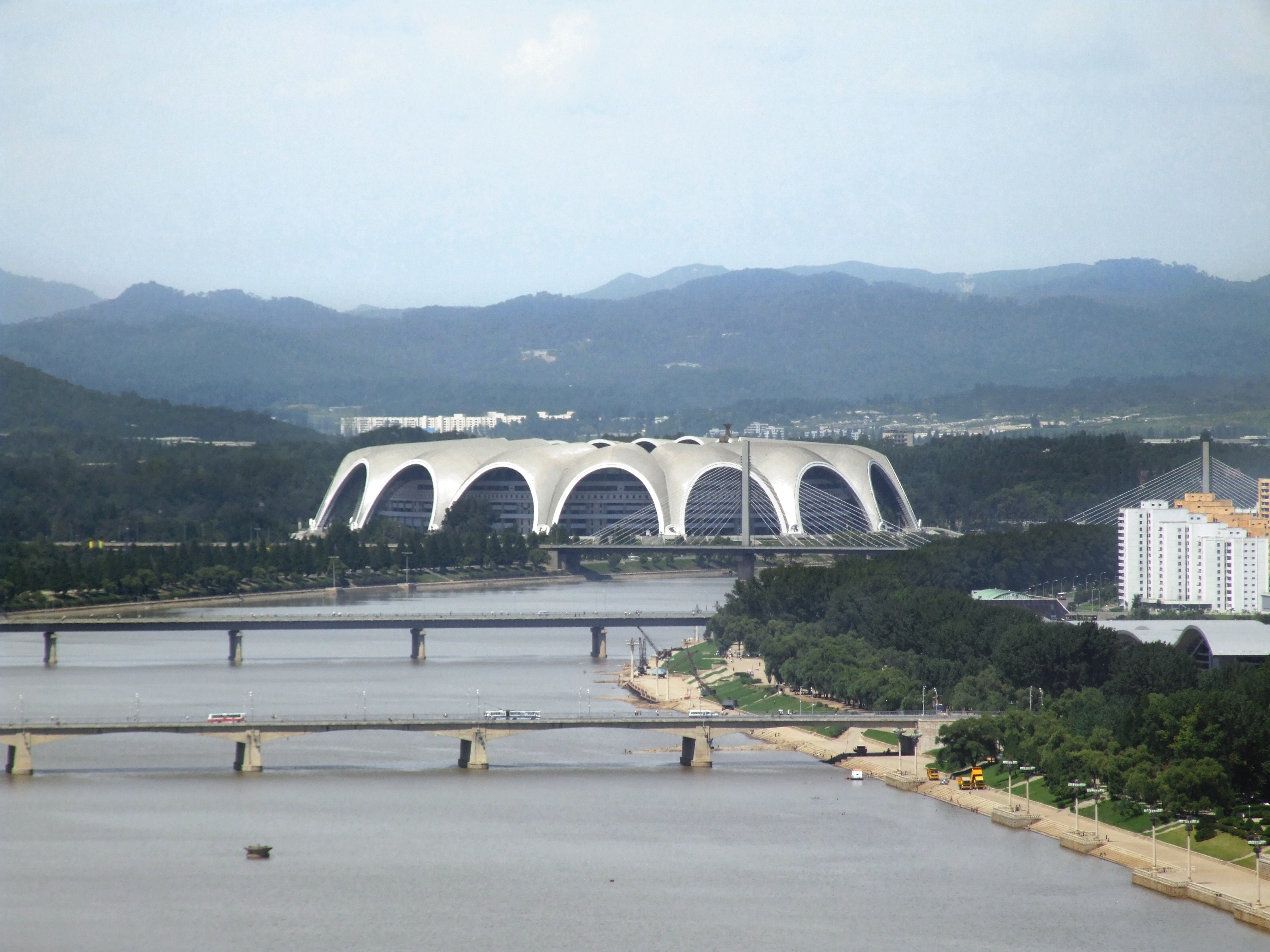
Sân vận động mùng 1 tháng 5 Rungrado nằm bên sông Đại Đồng là sân vận động lớn nhất thế giới với sức chứa 150.000 người.

Bình Nhưỡng là một trung tâm du lịch chính của CHDCND Triều Tiên. Các địa danh nổi bật trong thành phố bao gồm:
- Khách sạn Ryugyong
- Cung tưởng niệm Kumsusan
- Khải Hoàn Môn
- Tháp Juche
- Nhà truyền thống Mangyongdae, nơi sinh của cố chủ tịch Kim Nhật Thành, nằm ở ngoại ô thành phố
- Hai sân vận động lớn:

1. Sân vận động mùng 1 tháng 5 Rungrado
2. Sân vận động Kim Nhật Thành

- Đài tưởng niệm Mansu Hill, bao gồm cả Bảo tàng Cách mạng Triều Tiên
- Quảng trường Kim Nhật Thành
- Khách sạn Quốc tế Yanggakdo
- Lăng Đông Minh Vương

Tháp Truyền hình Bình Nhưỡng là một địa danh nhỏ. Các điểm tham quan hấp dẫn khác bao gồm vườn thú Bình Nhưỡng. Ở Cổng Thống Nhất có bản đồ vẽ bán đảo Triều Tiên thống nhất được nâng đỡ bởi hai phụ nữ người Triều Tiên mặc trang phục truyền thống nằm trên đường cao tốc Thống Nhất, đoạn đường đi từ Bình Nhưỡng đến khu phi quân sự Triều Tiên (DMZ).

Các địa danh ở Bình Nhưỡng
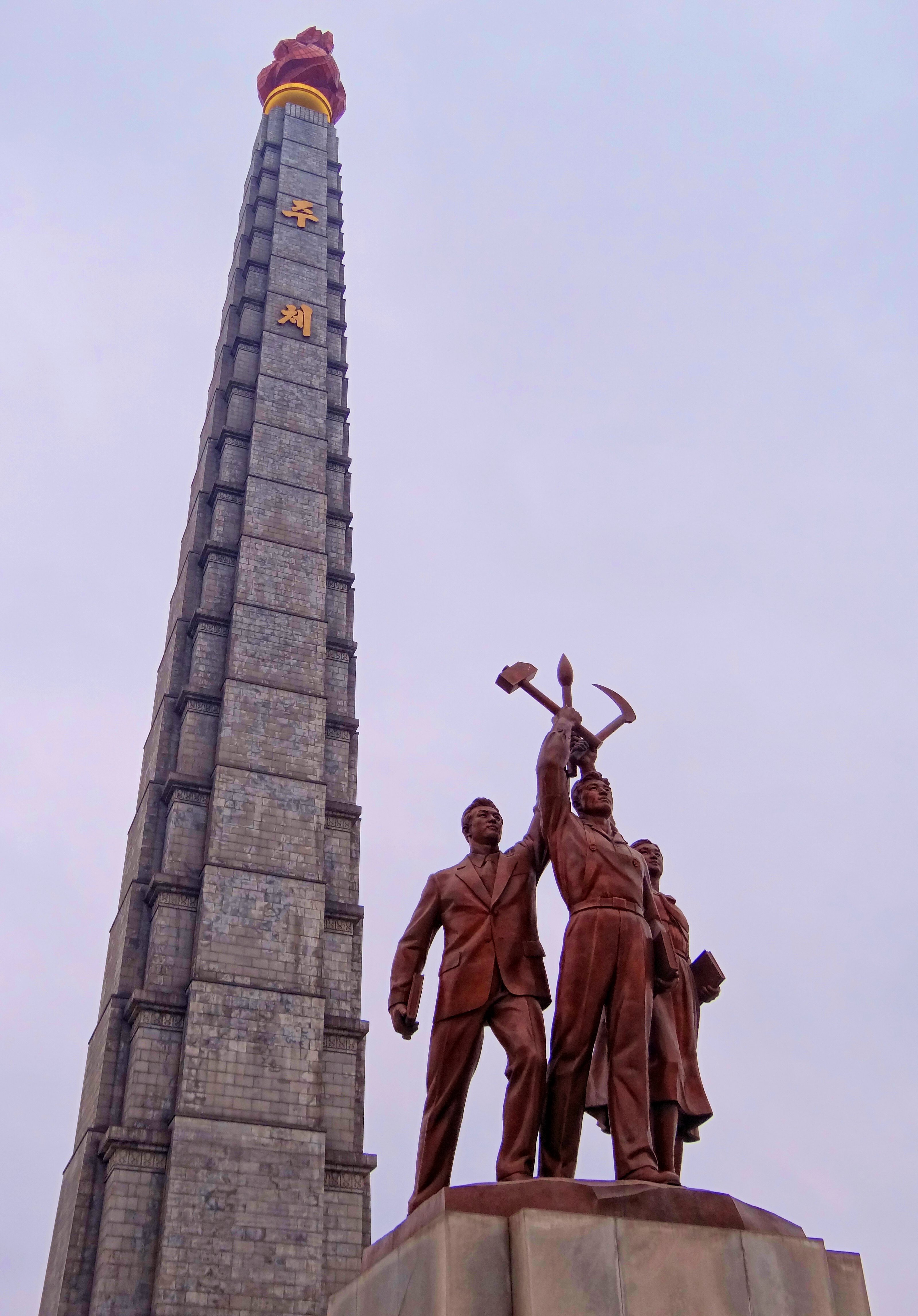
Tháp Juche
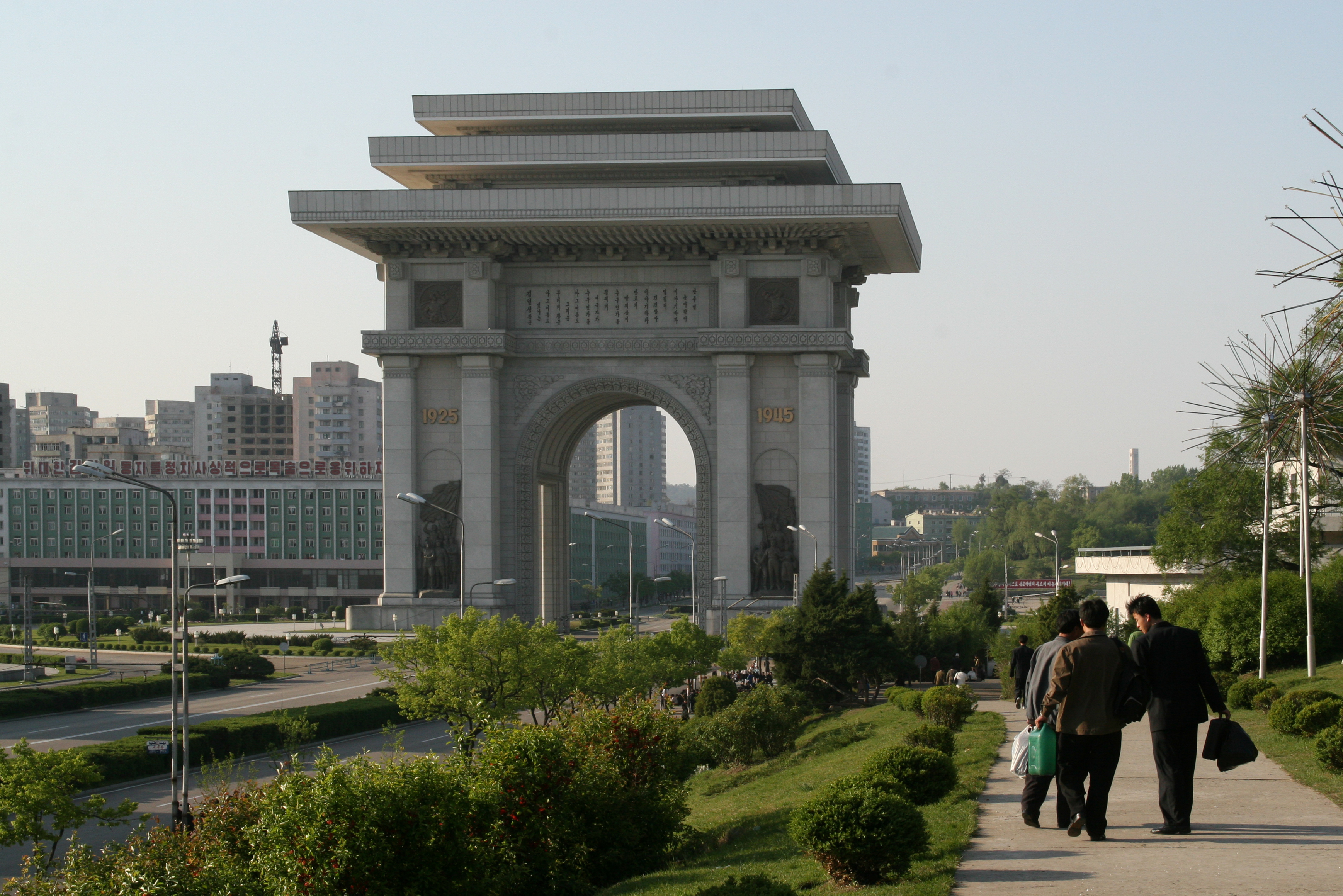
Khải Hoàn Môn
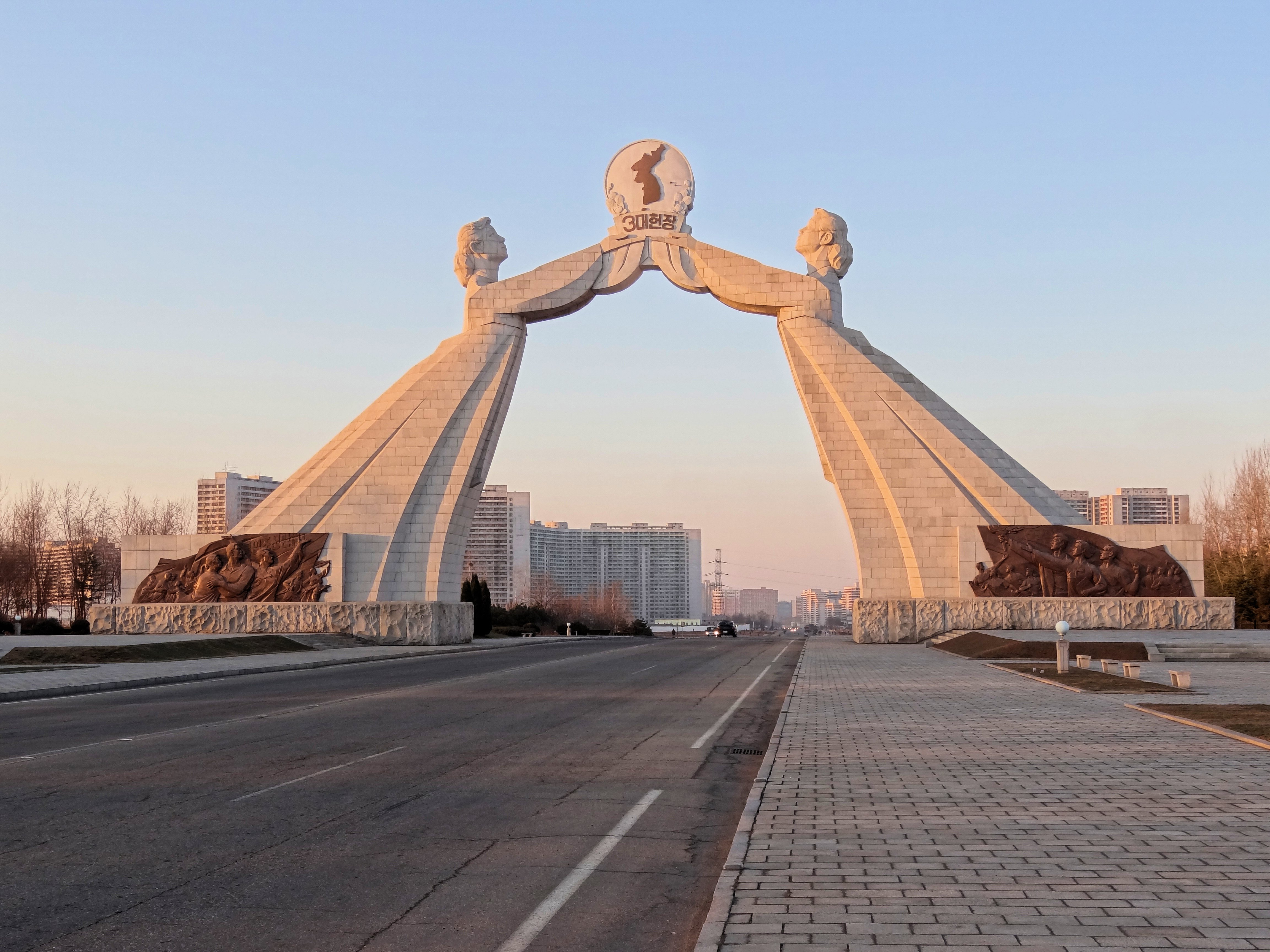
Cổng Thống Nhất, một công trình mang thông điệp mong muốn hai miền Triều Tiên tái thống nhất
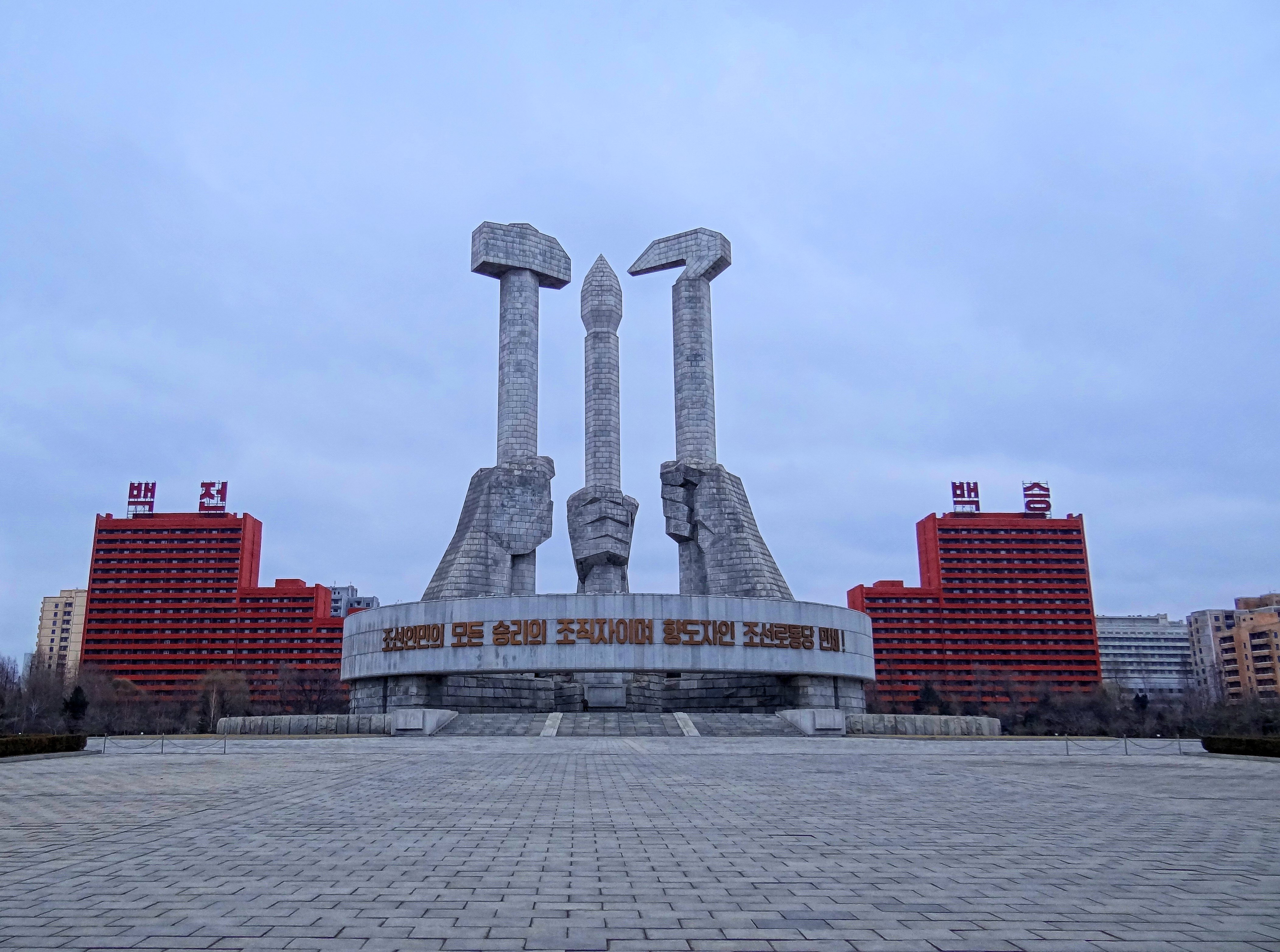
Tượng đài Thành lập Đảng
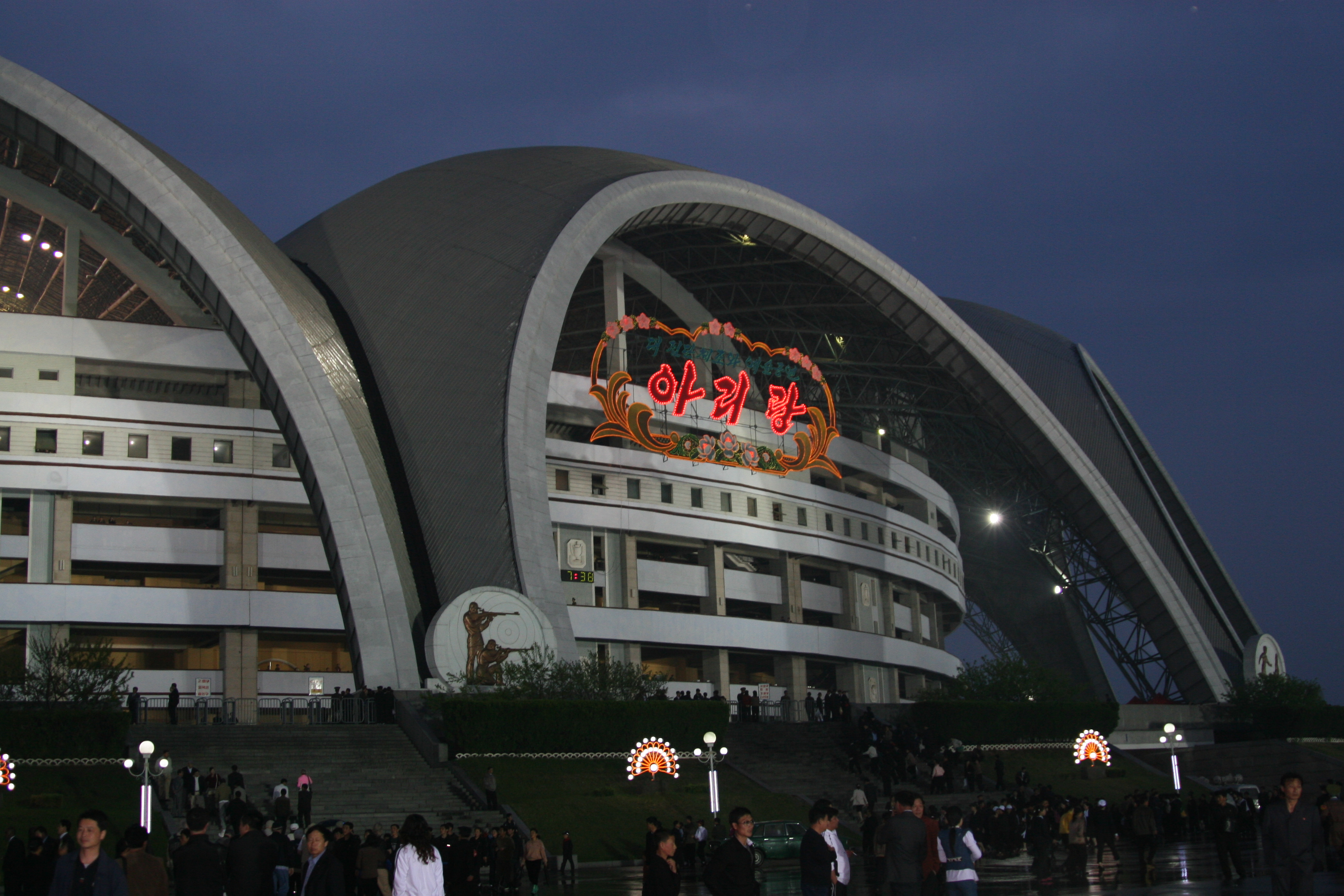
Sân vận động mùng 1 tháng 5 Rungrado
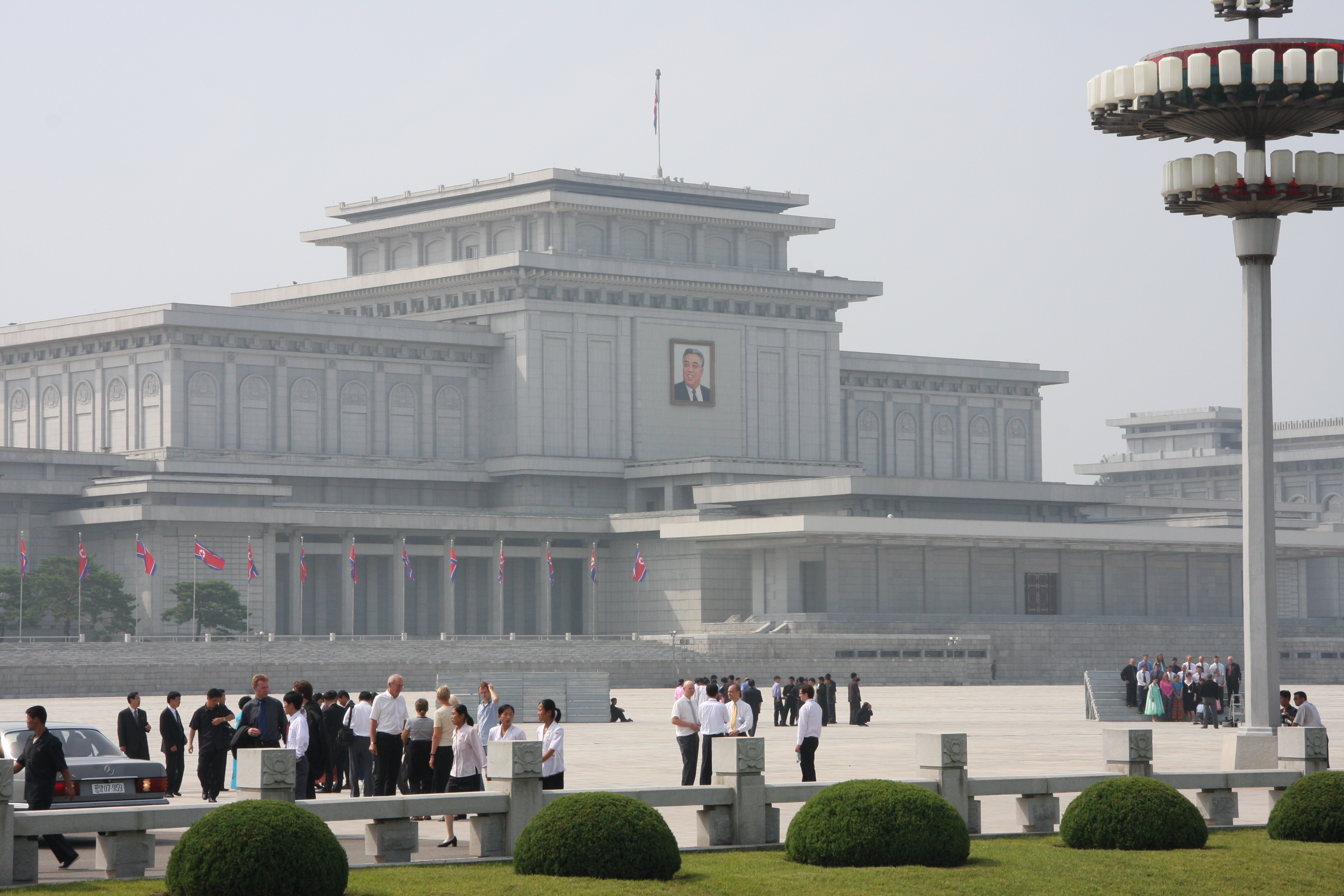
Cung tưởng niệm Kumsusan
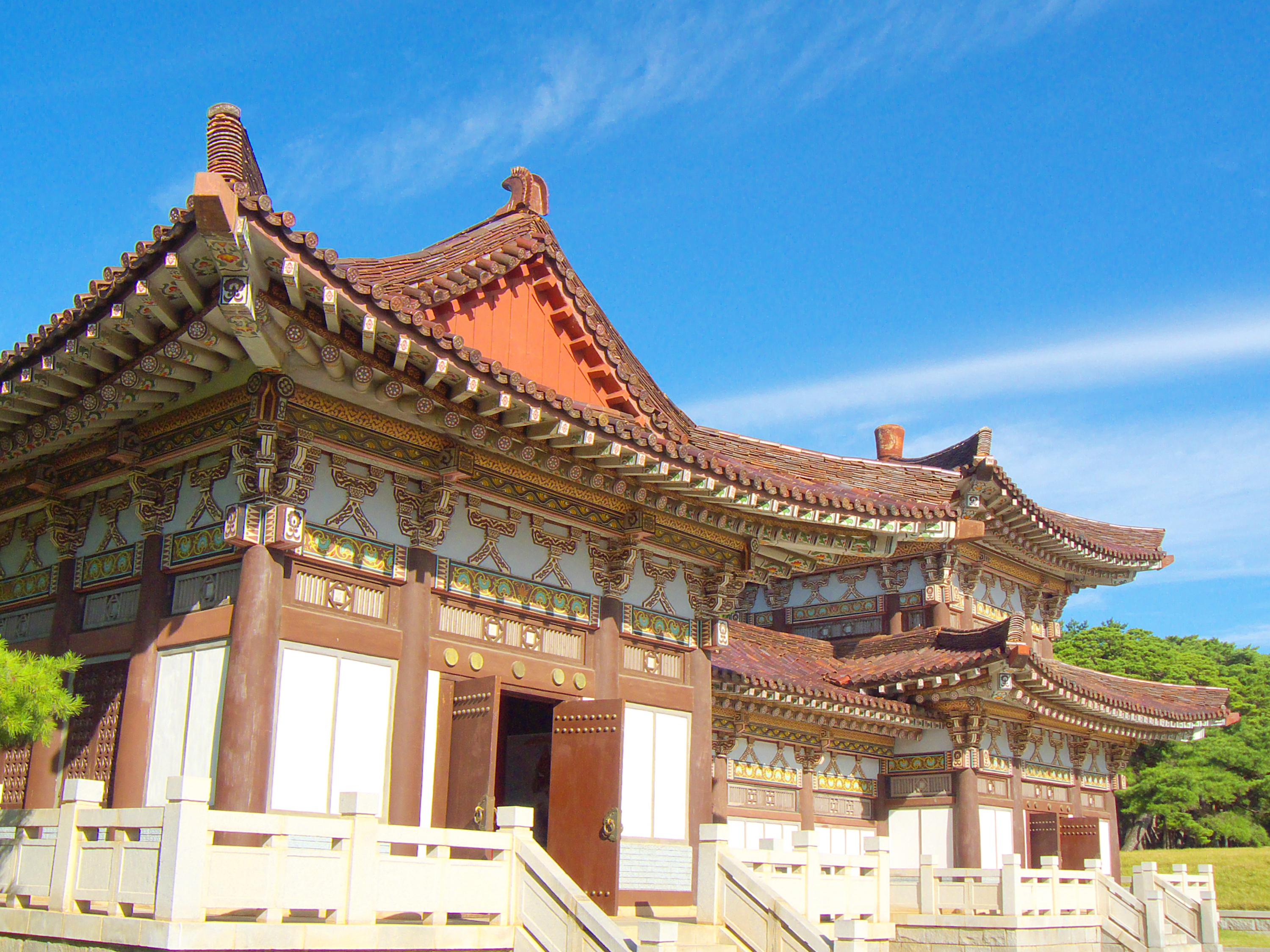
Lăng Đông Minh Vương
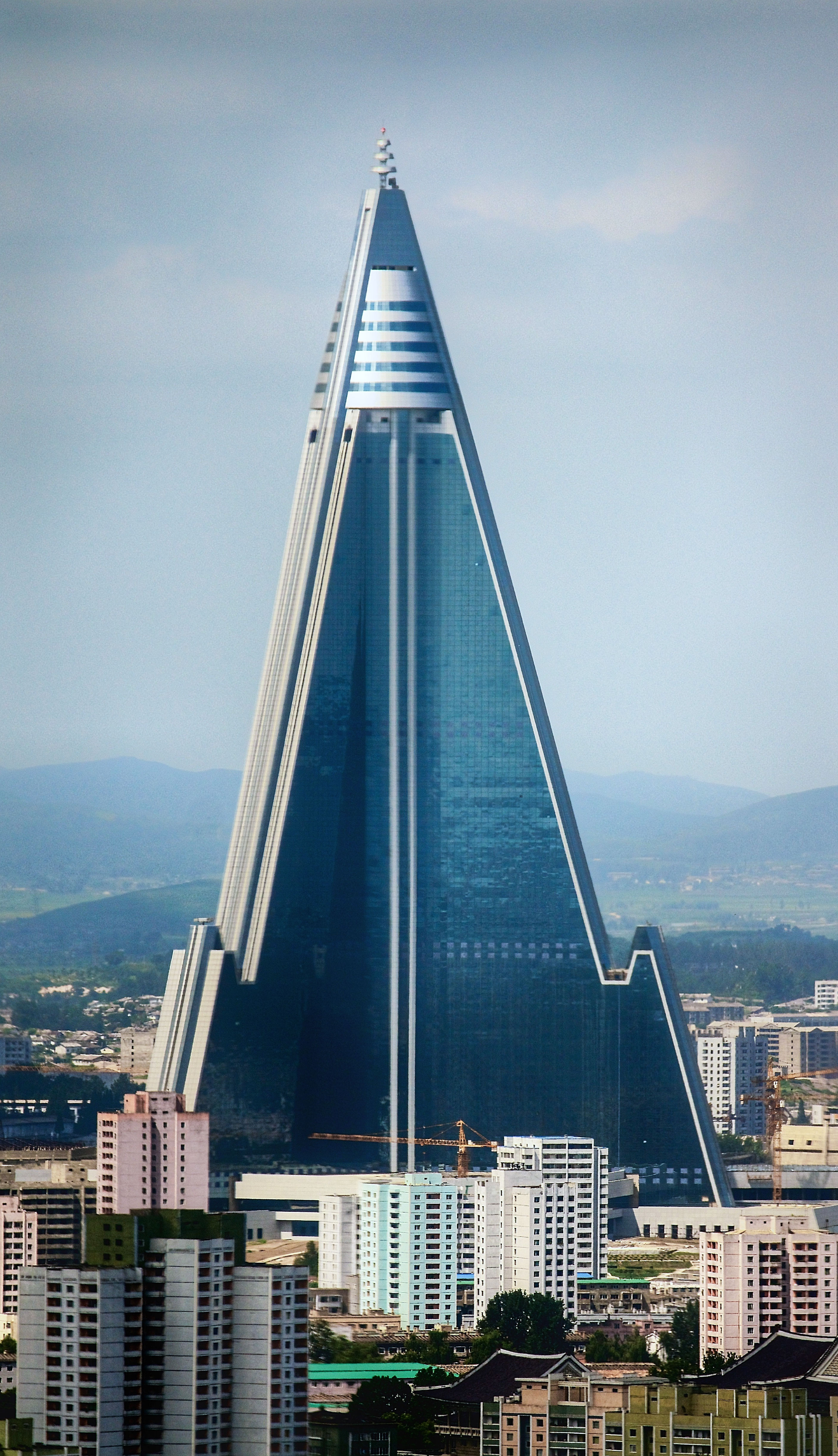
Khách sạn Ryugyong
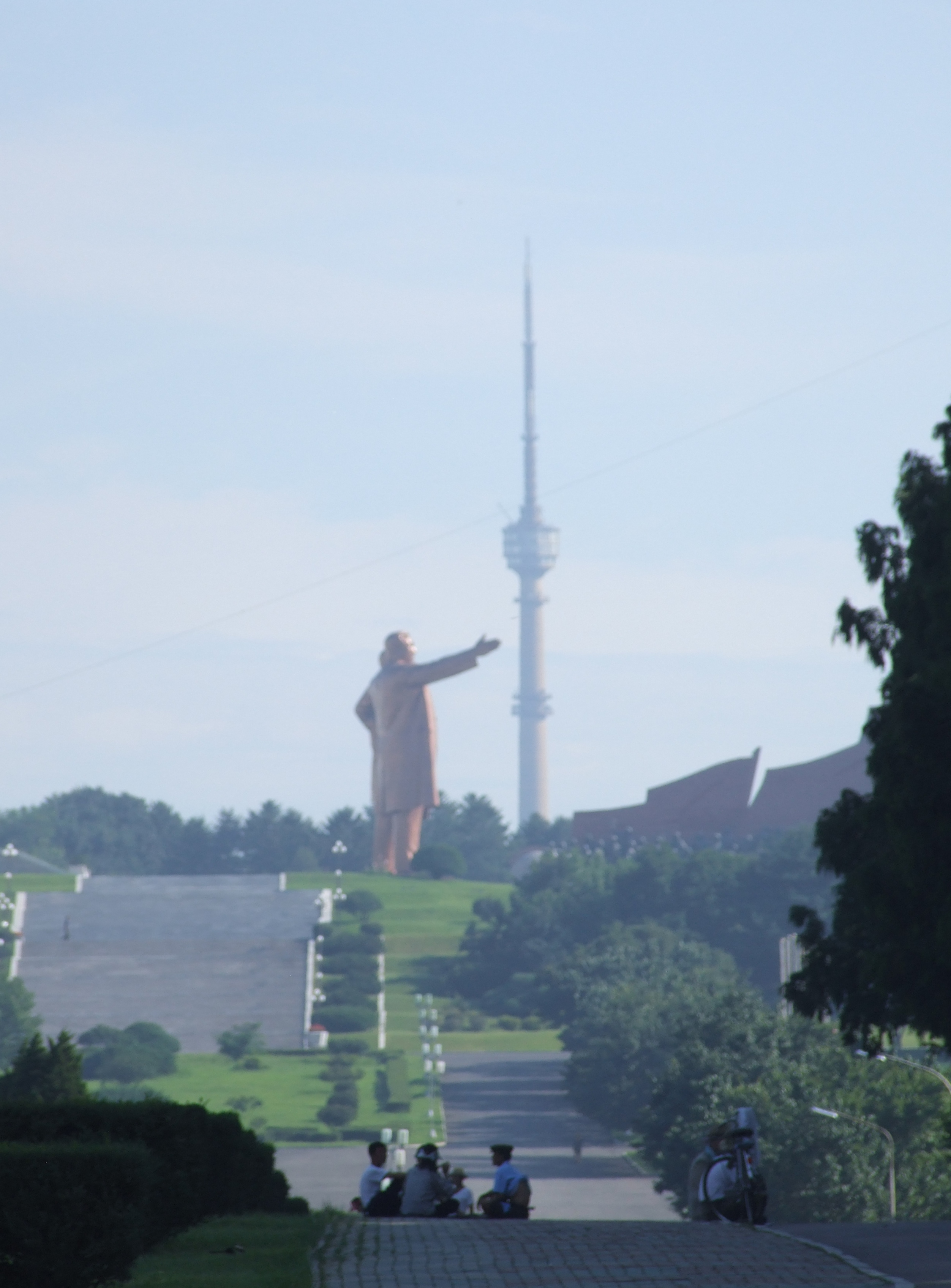
Đài tưởng niệm Mansu Hill Grand
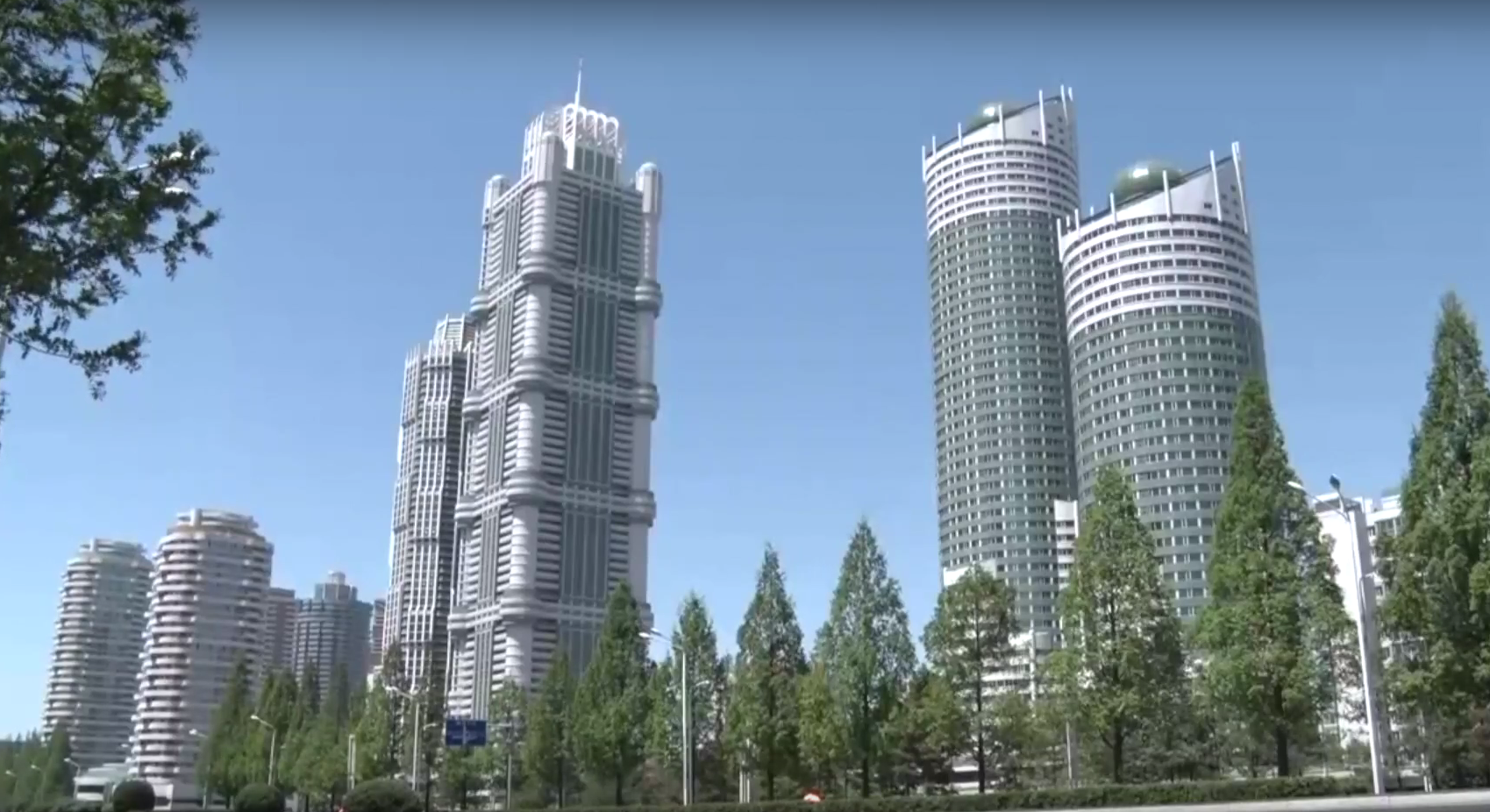
Khu phố mới Ryomyong
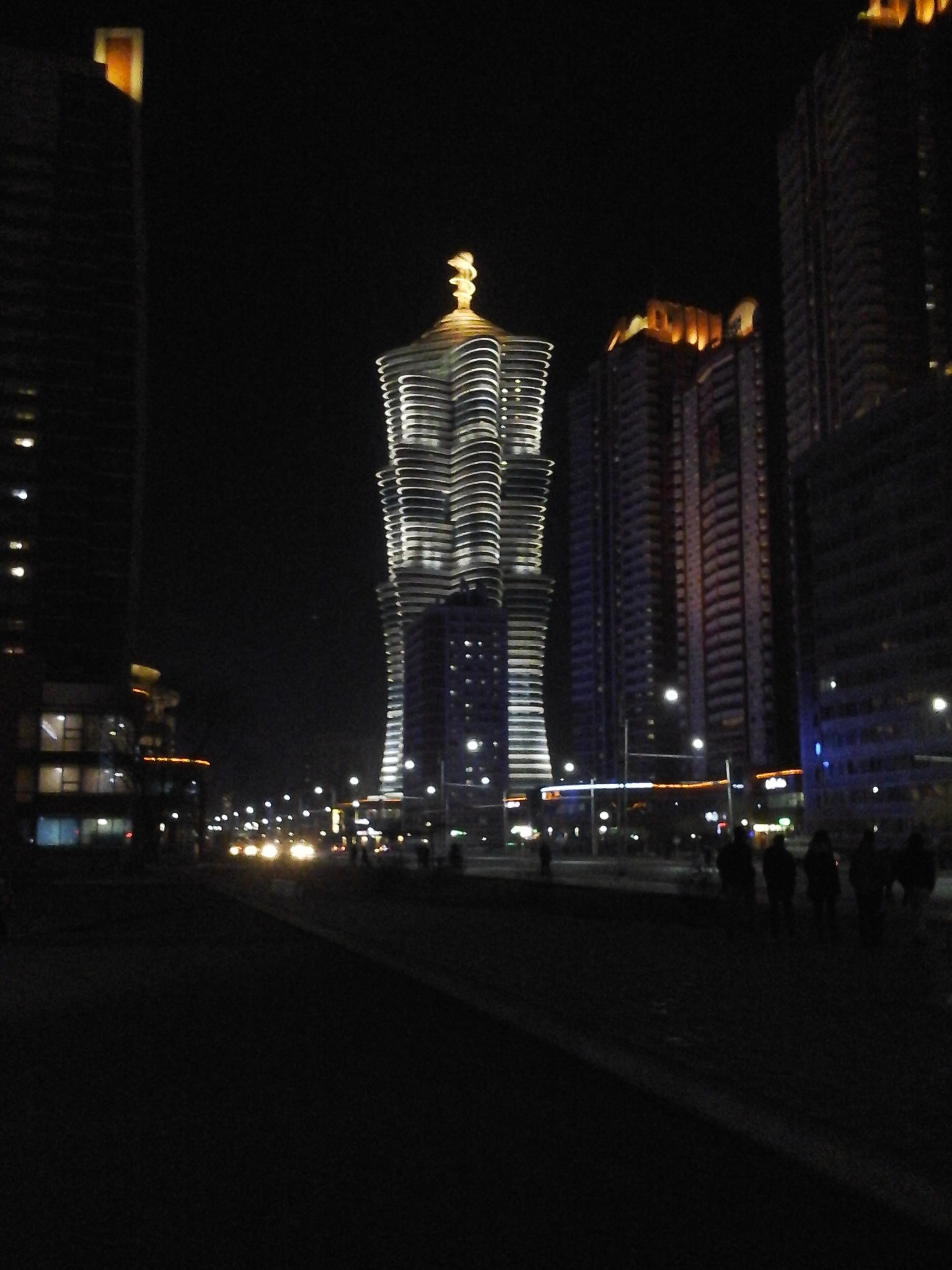
Phố Nhà khoa học Mirae, bao gồm các tòa nhà phát triển và nghiên cứu khoa học của Trường Đại học Công nghệ Kim Chaek
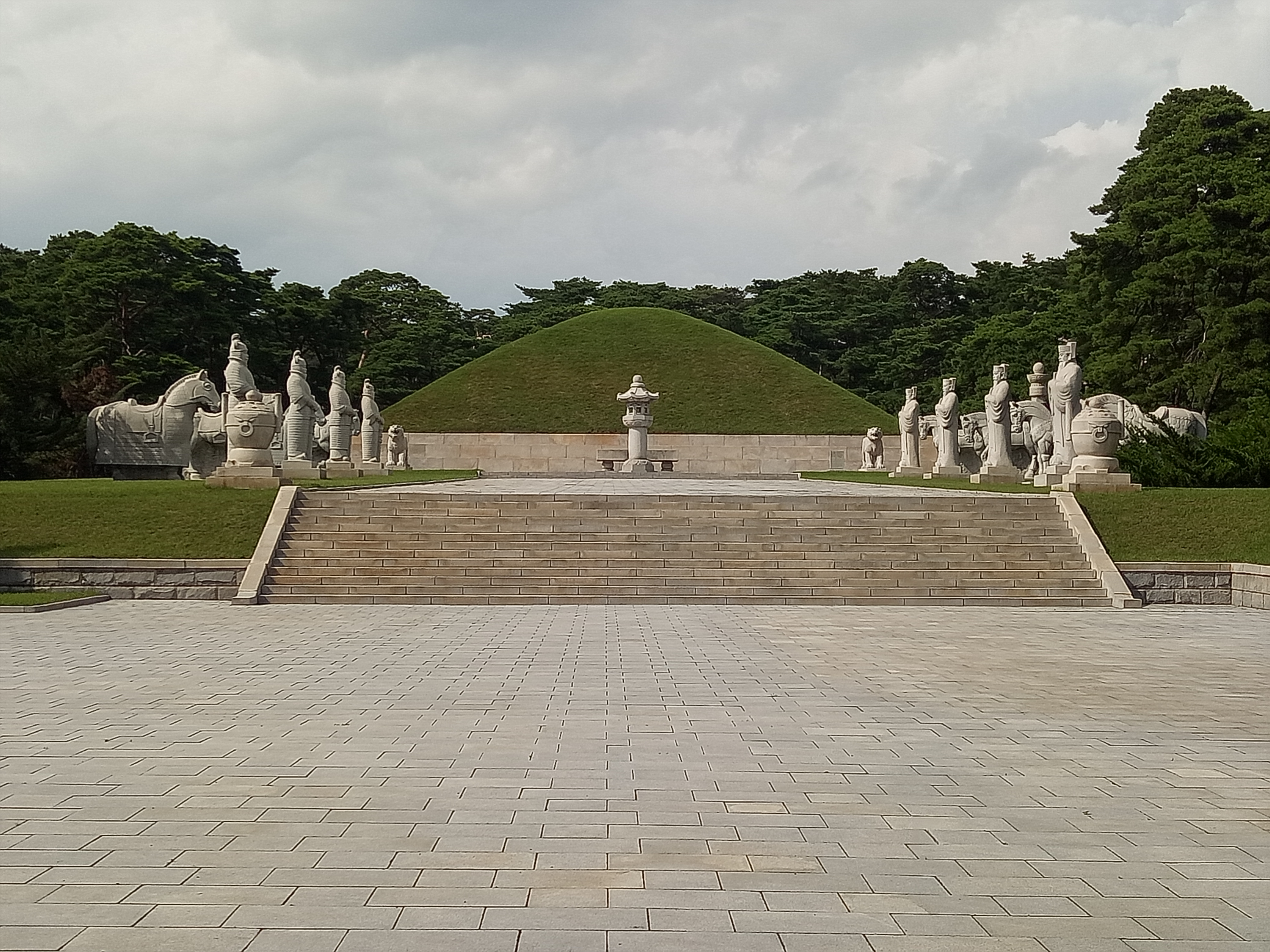
Lăng mộ Đông Minh Vương

## Khoa học - giáo dục
Đại học Tổng hợp Kim Il-Sung, trường đại học lâu đời nhất của Bắc Triều Tiên, được thành lập vào năm 1946. Nó có bảy trường đại học, 14 khoa và 16 viện nghiên cứu, các phân hiệu và các đơn vị đại học thành viên khác nhau. Chúng bao gồm trường cao đẳng y tế - đơn vị đào tạo nhân lực y tế và giáo dục y tế sơ cấp; một viện khoa học vật lý bao gồm một loạt các nghiên cứu bao gồm vật lý lý thuyết, khoa học quang học, địa vật lý và vật lý thiên văn; một viện năng lượng nguyên tử và một văn phòng nghiên cứu sự tiến hóa của con người, nơi nghiên cứu sự tiến hóa của con người theo quan điểm của Juche. Trường Đại học Kim Il-Sung cũng có nhà xuất bản riêng, câu lạc bộ thể thao riêng (Ryongnamsan Sports Club), bảo tàng cách mạng, bảo tàng thiên nhiên, thư viện, phòng tập thể dục, bể bơi trong nhà và nhà ở của giáo viên. Hai tòa nhà chính của nó đã được hoàn thành vào năm 1965 (Tòa nhà 1) và 1972 (Tòa nhà 2). Một tòa nhà thứ ba trong khuôn viên dự kiến sẽ được xây dựng trong tương lai gần.

Đại học âm nhạc và nghệ thuật Bình Nhưỡng

Các cơ sở giáo dục đại học khác bao gồm Đại học Công nghệ Kim Chaek, Đại học Âm nhạc và Khiêu vũ Pyongyang và Đại học Ngoại ngữ Pyongyang. Trường Đại học Khoa học và Công nghệ Bình Nhưỡng là trường đại học tư thục đầu tiên của đất nước, nơi hầu hết giảng viên là người Mỹ và các khóa học được giảng dạy bằng tiếng Anh. Một hội trường khoa học và công nghệ đang được xây dựng trên hòn đảo Ssuk. Mục đích của nó là nhằm góp phần "tin học hóa các nguồn lực giáo dục" bằng cách tập trung các tài liệu giảng dạy, tài liệu bắt buộc và dữ liệu thực nghiệm cho việc sử dụng ở cấp độ nhà nước ở dạng số.
Sosong-guyok có 20 Máy xiclotron MeV gọi là MGC-20. Dự án ban đầu đã được Cơ quan Năng lượng Nguyên tử Quốc tế (IAEA) phê duyệt vào năm 1983 và được tài trợ bởi IAEA, Hoa Kỳ và chính phủ Triều Tiên. Cyclotron được đặt hàng từ Liên Xô năm 1985 và được xây dựng từ năm 1987 đến năm 1990. Nó được sử dụng cho đào tạo sinh viên, sản xuất các đồng vị y học cho y học hạt nhân cũng như các nghiên cứu về sinh học, hóa học và vật lý.

## Thể thao
Pyongyang có một số câu lạc bộ thể thao, bao gồm April 25 Sports Club và Pyongyang City Sports Club.

## Y tế
Các trung tâm y tế bao gồm Bệnh viện chữ thập đỏ, Bệnh viện Nhân dân số 1 nằm gần đồi Moran và là bệnh viện đầu tiên được xây dựng ở Triều Tiên sau khi giải phóng bán đảo Triều Tiên vào năm 1945, Bệnh viện Nhân dân Số hai, Trung tâm phục hồi sức khỏe Ponghwa (cũng được gọi là Phòng khám Bonghwa hoặc Phòng khám Tổng thống) nằm ở Sokam-dong, Potonggang-guysok, cách quảng trường Kim Nhật Thành 1,5 km (0,93 mi) về phía tây bắc, Bệnh viện Trường Y Bình Nhưỡng, Trung tâm Điều trị Namsan nằm liền kề Bệnh viện Phụ sản, Bệnh viện Đa khoa Taesongsan, Bệnh viện Kim Man-yoo, Trung tâm Điều trị Nhân viên và Bệnh viện Nhi Okryu.

## Văn hóa

### Ẩm thực

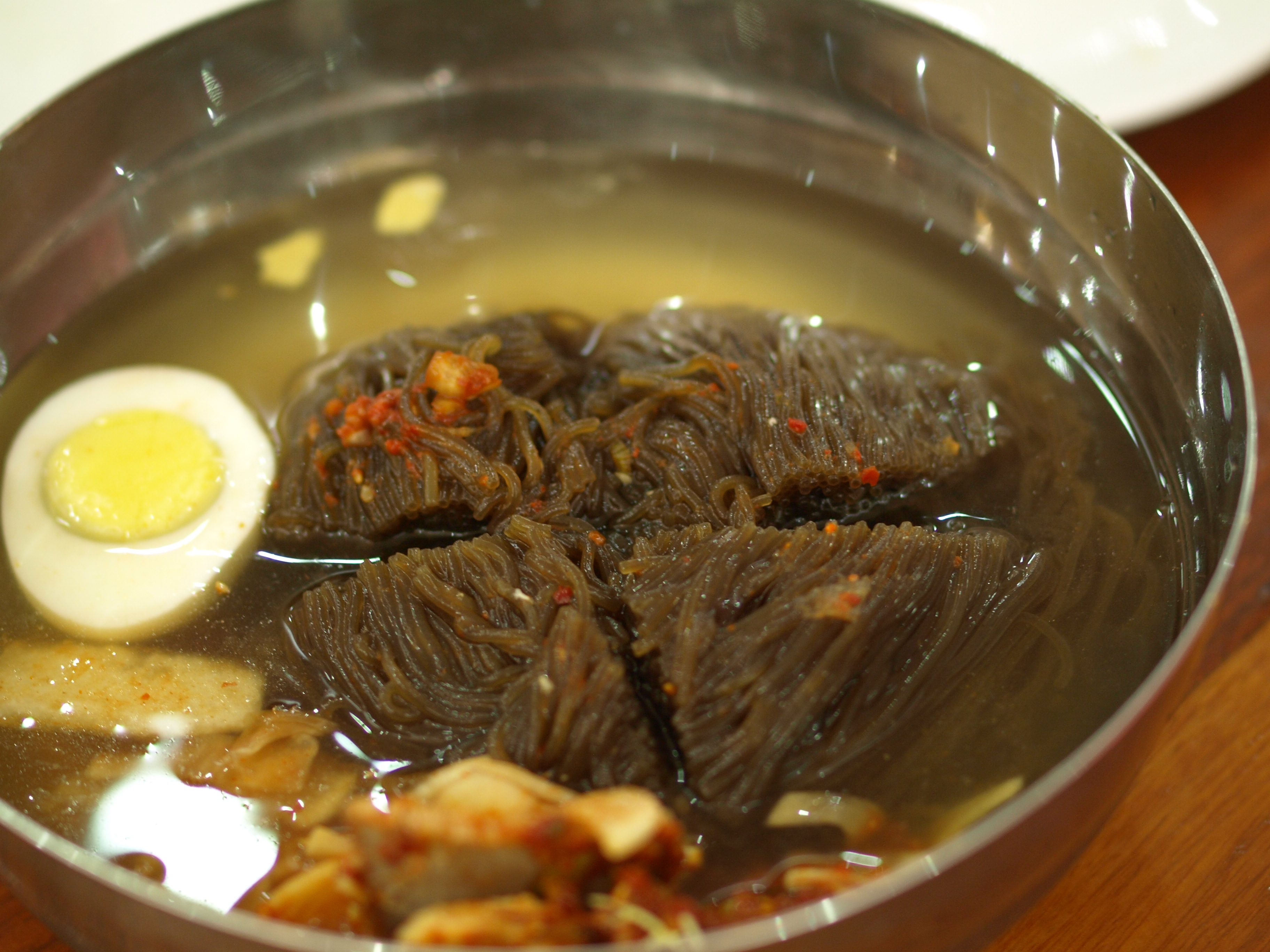
Naengmyeon, một món mì lạnh có nguồn gốc ở Bình Nhưỡng

Bình Nhưỡng là thủ phủ của tỉnh Pyongan Nam cho đến năm 1946, và ẩm thực Bình Nhưỡng cũng mang truyền thống ẩm thực chung của tỉnh Pyeongan. Món ăn địa phương nổi tiếng nhất là Pyongyang naengmyeon, hay còn gọi là mul naengmyeon hay chỉ đơn giản là naengmyeon. Naengmyeon theo nghĩa đen có nghĩa là "mì lạnh", trong khi mứt đóng vai trò là nước bởi vì món ăn được phục vụ trong nước dùng lạnh. Naengmyeon bao gồm mì kiều mạch mỏng và dai trong nước thịt lạnh với dongchimi (kimchi chảy nước) và phủ một lát Pyrus pyrifolia ngọt ngào.
Naengmyeon ở Bình Nhưỡng ban đầu được ăn trong nhà được xây dựng với ondol (sưởi ấm dưới sàn truyền thống) trong mùa đông lạnh, vì vậy nó cũng được gọi một cách hài hước là "deoldeori Bình Nhưỡng" (run rẩy ở Bình Nhưỡng). Người dân Bình Nhưỡng đôi khi thích nó như một haejangguk, mà là bất kỳ loại thực phẩm ăn như một liều thuốc chữa bệnh, thường là một món canh ấm.
Một món ăn đại diện ở Bình Nhưỡng khác, Taedonggang sungeoguk, dịch là "súp cá hồi từ sông Đại Đồng". Súp có cá hồi (rất phong phú ở sông Đại Đồng) cùng với hạt tiêu đen và muối. Theo truyền thống, nó đã được phục vụ cho khách đến thăm Bình Nhưỡng. Vì vậy, có một câu nói phổ biến, "Súp cá hồi ngon như thế nào?", Được sử dụng để chào đón những người trở về từ Bình Nhưỡng. Một đặc sản địa phương khác là Pyongyang onban (nghĩa đen là "cơm ấm của Bình Nhưỡng") gồm cơm mới nấu với nấm thái lát, thịt gà, và một vài bindaetteok (bánh kếp làm từ đậu xanh và rau củ).
Các nhà hàng nổi tiếng trong thành phố bao gồm Okryu-gwan và Ch'ongryugwan.

### Đời sống xã hội
Năm 2018, có nhiều nhà hàng chất lượng cao ở Bình Nhưỡng với đồ ăn Triều Tiên và quốc tế, và đồ uống có cồn nhập khẩu. Các nhà hàng nổi tiếng trong thành phố bao gồm Okryu-gwan và Ch'ongryugwan. Một số thức ăn đường phố tồn tại ở Bình Nhưỡng, nơi các nhà cung cấp vận hành các quầy hàng thực phẩm. Các loại thực phẩm nước ngoài như hamburger, khoai tây chiên, pizza, and cà phê có thể dễ dàng được tìm thấy. Có một cuộc sống về đêm sôi động với các nhà hàng đêm khuya và karaoke.
Thành phố có công viên nước, công viên giải trí, sân trượt băng, câu lạc bộ sức khỏe, trường bắn và bể cá heo.

## Thành phố kết nghĩa
- Algiers, Algérie
- Chiang Mai, Thái Lan
- Dubai, Các Tiểu vương quốc Ả Rập Thống nhất
- Jakarta, Indonesia
- Kathmandu, Nepal
- Moskva, Nga
- Thiên Tân, Trung Quốc

### Pyongyang buổi tối
- Pyongyang at Night on 15 April 2012 trên YouTube
- Pyongyang at Night trên YouTube
- Pyongyang at Night River View DPRK trên YouTube